# Jeux de la Micronésie de 2014
Vous lisez un « article de qualité » labellisé en 2017.
Navigation
Koror 2010 Yap 2018
Les Jeux de la Micronésie de 2014 (8th Micro Games 2014) sont la 8e édition des Jeux de la Micronésie, une compétition multisports réunissant les nations et territoires de la région de Micronésie, dans l'Océan Pacifique. Organisés du 20 au 30 juillet 2014, ils ont eu lieu à Pohnpei, île des États fédérés de Micronésie, déjà organisatrice des 5e Jeux de la Micronésie en 2002.
Neuf nations, états fédérés et territoires participent à ces jeux, pour un total de 1 400 à 1 500 athlètes et entraîneurs, dans quatorze sports différents : athlétisme, baseball, basket-ball, football, haltérophilie, lutte, micronesian all around, natation, pêche sous-marine, softball, tennis, tennis de table, course de va’a et volley-ball. Guam est le territoire qui remporte le plus de médailles d'or avec 42 titres, et l'État de Pohnpei celui qui remporte le plus de médailles tout métal confondu (114). La nageuse guaméenne Pilar Shimizu, avec huit médailles d'or et une médaille d'argent, et le nageur guaméen Jagger Stephens, avec dix médailles d'or et une médaille d'argent, sont nommés athlète féminin et masculin des Jeux.
La totalité des infrastructures sportives de l'île fait l'objet de rénovations, et pour certaines de construction, en grande partie grâce à des dons. Les dons constituent également une grande partie du budget du comité d'organisation. Une épidémie de rougeole touche l'État de Pohnpei avant, pendant et après les Jeux. Elle entraîne une campagne massive de vaccination de la population et des appels à la vaccination à destination des athlètes avant leur venue sur l'île.

## Sélection du pays hôte

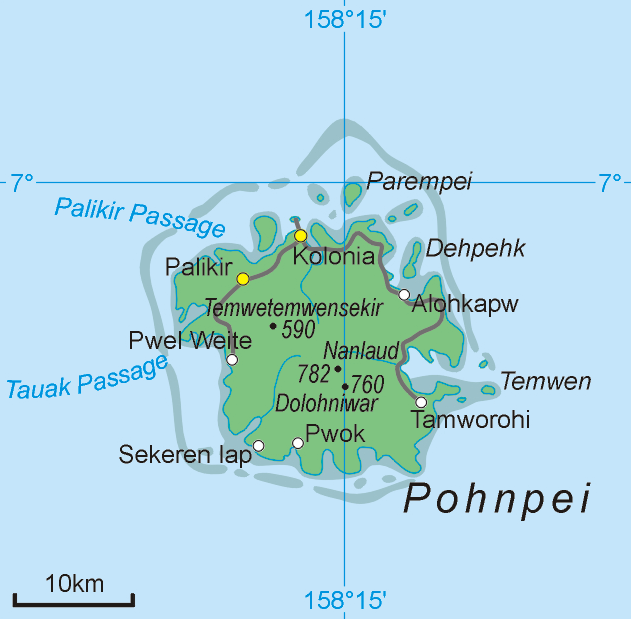
Carte de l'île de Pohnpei

L'État de Pohnpei des États fédérés de Micronésie, seul candidat en lice, est désigné comme « pays » hôte le 16 août 2010. Il s'agit de sa deuxième organisation après l'édition de 2002. D'autres pays renoncent à se proposer après que Pohnpei se soit déclaré candidat. Le drapeau des Jeux de la Micronésie est transmis à Pohnpei lors de la cérémonie de clôture des Jeux de la Micronésie de 2010, à Palaos.
Lors de l'annonce officielle, Pohnpei reçoit les félicitations de Frank Kyota, président des Jeux de la Micronésie de 2010, et de William Keldermans, président du Conseil des Jeux de la Micronésie. Mike Loyola, chef de mission de la délégation de Pohnpei, déclare dans une interview que la candidature a été bien préparée et bénéficie du support des chefs traditionnels, des dirigeants des gouvernements nationaux et de l'État. Il ajoute que la délégation a beaucoup appris des éditions de 2006 aux îles Mariannes du Nord et de 2010 à Palaos, qu'elle va tenter de faire mieux, que Pohnpei va dans un premier temps solliciter des financements en espèces et en nature, puis mettre à niveau les installations, s'assurer de la qualité du logement des athlètes, de la nourriture et de la sécurité.

## Organisation

### Budget
Le comité d'organisation est dirigé par Robert Spegal qui a participé aux Jeux de la Micronésie de 2002. Il est composé de onze sous-comités - logement et transport, accréditation et résultats, finances et levée de fonds, restauration, médias et diffusion sur internet, médical, programme, protocole, sécurité, sport, sites de compétition et entretien - avec à leur tête un président. Au milieu du mois février 2014, un budget de 1 800 000 $ est prévu, abondé par des dons privés et par 901 193 $ de fonds publics votés le 5 mars suivant par l'Assemblée législative de Pohnpei. Par comparaison, le budget prévisionnel des Jeux de 2010 fut de 1 600 000 $ dont 600 000 $ de fonds privés, et celui des Jeux de 2006 de 1 151 000 $ dont 571 000 $ de fonds privés,. Ces budgets ne tiennent pas compte des nombreux dons de pays et d'organismes divers reçus après coup.
| Organisation des Jeux | Rénovation du Pohnpei Islands Central School (PICS) Track and field | Équipe de Pohnpei |
| 114 473 $             | 607 527 $ | 179 193 $ |
| --------------------- | --- | --- |
| —                     | Construction d'une piste d'asphalte : 553 000 $ Installations en béton : 43 026 $ Plans de constructions : 6 500 $ Piste de saut en longueur et de triple-saut : 5 000 $ | Équipements variés : 56 664 $ Entretien des athlètes : 70 364 $ Uniformes des cérémonies d'ouverture et de clôture : 9 125 $ Uniformes sportifs : 38 040 $ Assurances : 5 000 $ |

À deux mois du début des Jeux, Robert Spegal déclare que le comité de collecte de fonds continue d'envoyer des lettres demandant une aide financière et qu'il reçoit de nombreuses réponses positives. Des fonds supplémentaires sont également attendus de l'Assemblée législative de l'État de Pohnpei et du Congrès des États fédérés de Micronésie. Robert Spegal les exhorte à agir dès que possible, cet argent étant immédiatement nécessaire. Début juillet, le président des États fédérés de Micronésie Manny Mori appose son veto sur un projet de loi spécial du Congrès octroyant un financement de 260 000 $ pour les Jeux en argumentant que le congrès n'agit pas en toute transparence et que ses actions ne donnent pas lieu à des rapports critiques en examinant les effets bénéfiques, tangibles, durables et mesurables. Le Congrès passe outre ce veto lors d'une session extraordinaire le 10 juillet. Quelques jours auparavant, le 4 juillet, la FSM Telecommunications Corporation fait don de plus de 1 210 000 $ de biens et services (amélioration du réseau cellulaire 3G notamment).
Le comité d'organisation bénéficie de l'aide du Comité international olympique, des Comités nationaux olympiques d'Océanie, de l'Organisation régionale antidopage d'Océanie, de l'organisation Voice of the Athletes, de fédérations sportives internationales et océaniennes pour la supervision des Jeux, la formation des officiels et entraîneurs, l'entraînement des athlètes et la mise en place des équipements sportifs. Ainsi, un financement est accordé par les Comités nationaux olympiques d'Océanie et le comité national olympique des États fédérés de Micronésie, auquel appartient le Comité d'organisation, peut bénéficier de l'expérience du Comité national olympique des Palaos.

### Identité visuelle (logo)
Deux logos sont utilisés lors de ces Jeux. Tous deux comportent un profil brun évoquant l'île de Pohnpei, dix étoiles bleues à cinq branches représentant les dix pays membres du Conseil des Jeux de la Micronésie - bien que neuf participent finalement à cette édition -, une torche brune - rappel de la torche olympique - dont la flamme orange s'enroule autour des figures précédentes. Un premier logo comporte l'inscription 8th Micro Games en rouge et bleu avec le médaillon inséré dans le "O". Le deuxième logo comprend le texte 8th Micro Games 2014 séparé des mots Pohnpei FSM par une barre de la même couleur que les flammes de la torche du médaillon disposé à gauche.

### Objectifs des Jeux
Jim Tobin, directeur sportif des Jeux de la Micronésie, dans des interviews à Radio New Zealand International avant le début des Jeux et lors de la cérémonie d'ouverture, affirme que cette manifestation est importante du point de vue culturel et doit son succès au fait que la plupart des participants n'appartiennent pas au Commonwealth et sont amis entre eux et avec les États-Unis. Concernant les Jeux de 2014, il constate que du fait que la plupart des athlètes ont moins de vingt ans, l'apport de cette manifestation sportive est plus précieux en ce sens qu'elle est une opportunité pour les Micronésiens de se mêler les uns les autres, que le sport est un excellent moyen de briser les barrières de la langue et de la culture. Il souhaite qu'après leur retour chez eux, les athlètes et les spectateurs gardent un bon souvenir de ces Jeux et, s'ils sont un succès, que les gouvernements locaux puisse y réfléchir et faire des loisirs sportifs et de la prévention de la santé au moyen du sport une priorité dans les finances publiques. Il espère que toutes les délégations gagneront une part équitable des médailles car elles ont toutes travaillé très dur.
Lors de la cérémonie d'ouverture, une athlète de Pohnpei, Demi Renae Edgar, et des spectateurs interviewés font part de leur souhait que ces Jeux apportent la paix et l'unité entre les participants.

### Cérémonies

#### Cérémonie d'ouverture
La cérémonie d'ouverture se déroule le 20 juillet 2014. Elle commence à partir de 16 h par un défilé des diplomates et membres élevés du gouvernement micronésien présents. La journée continue avec la préparation du sakau par des hommes de Pohnpei en « koahl » (une jupe faite d'herbes). Dans la tradition locale, la cérémonie de la préparation du sakau — boisson habituellement offerte aux haut dirigeants traditionnels — est une marque de considération et symbolise ici l'esprit de respect, d'honneur et la sportivité attendus lors de la compétition,. Les délégations des neuf territoires et pays participants défilent ensuite sur la piste d'athlétisme de la PICS High School, refaite pour les Jeux. Chaque délégation marche au son d'une chanson propre à sa culture derrière une banderole, tenue par deux jeunes filles en costume traditionnel, imprimée d'une formule de bienvenue dans la langue de la délégation, d'un motif symbolisant le territoire ou le pays et du nom de celui-ci,. Derrière la banderole et devant la délégation, un athlète tient le drapeau de son pays,.
Les discours du gouverneur de l'État de Pohnpei John Ehsa et du président des États fédérés de Micronésie Emmanuel « Manny » Mori sont suivis de la livraison d'un drapeau, déployé dans les airs, marqué du logo de la compétition, par un parachutiste pohnpéien retraité des Rangers de l'armée des États-Unis, le major Tim Ohno, à la stupéfaction et sous les acclamations de la foule,,. Les spectateurs assistent ensuite à une danse de guerre traditionnelle, le tupwki parano, réalisée par des jeunes de l'atoll de Mokil, au son des tambours et des claquements de main en cadence des centaines de personnes présentes,. De jeunes adventistes du septième jour de la municipalité de Kitti sur l'île de Pohnpei entonnent un chant. La cérémonie d'ouverture se termine par l'allumage de la torche portée par quelques-uns des plus célèbres sportifs de Pohnpei.

#### Cérémonie de clôture
La cérémonie de clôture s'est déroulée dans la bonne humeur au Pohnpei Islands Central School (PICS) Track and field. Les athlètes et des fans de sport s'y sont rassemblés et ont assisté à la nomination de la nageuse guaméenne Pilar Shimizu (huit médailles d'or, une médaille d'argent) et du nageur guaméen Jagger Stephens (dix médailles d'or, une médaille d'argent) en tant qu'athlète féminin et masculin des Jeux,,. De l'avis d'un représentant de la FINA, les deux athlètes devraient facilement se qualifier pour les Jeux Olympiques de Rio via les temps de qualification B. Le gouverneur de l’État de Pohnpei, John Ehsa, a fait quelques remarques en félicitant tous les athlètes pour avoir participé à cette compétition régionale et pour leur grande sportivité. La pluie a interrompu la cérémonie à la fin de laquelle des athlètes ont effectué quelques pas de danses sur la piste d'athlétisme.

### Sites de compétition

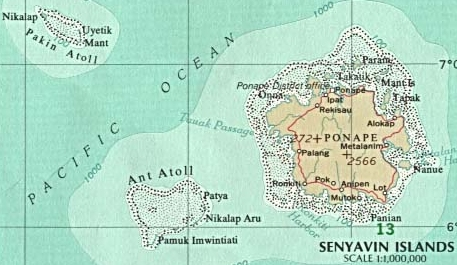
Localisation de l'atoll d'And à l'ouest de l'île de Pohnpei.

À l'exception de la compétition de pêche sous-marine organisée sur l'atoll d'And, au large de la côte ouest de l'île de Pohnpei, toutes les autres compétitions ont lieu sur l'île de Pohnpei.
La course de Va'a se tient à Tekehitik Harbour et les spectateurs peuvent y assister depuis la plage de Misko. Le comité d'organisation a acheté six va'a sur l'île de Yap pour fournir des bateaux identiques aux participants.
Les épreuves terrestres du Micronesian all around sont organisées au Spanish wall park et les épreuves aquatiques à Nett Point dans la municipalité de Nett,.
Les compétitions de natation se déroulent dans la piscine de 25 m construite par l'État de Pohnpei dans la municipalité de Nett pour les Jeux de la Micronésie de 2002, utilisée par la suite pour donner des leçons de natation,, mais inactive à partir de 2007. Elle a été rénovée avec les bureaux adjacents durant le second semestre de l'année 2012 grâce à un fonds de l'Olympic Solidarity Olympoceania Grant pour un coût de 150 000 $. Le fond AID du gouvernement australien a également été mis à contribution. Un équipement de chronométrage électronique a été installé,.
La compétition d'athlétisme est organisée au PICS Track and Field dans la municipalité de Nett. Les pistes d'athlétisme et de saut ont été refaites par une société suisse. Elles consistent en une couche de drainage recouverte d'asphalte revêtu d'une couche de caoutchouc, issue de pneus recyclés, arrivée par conteneur depuis l'Australie et installée en juin,. Les Pohnpéiens ont retenu les leçons de la précédente piste, dont la couche caoutchouteuse avait été directement posée sur du corail concassé, et qui s'était dégradée dès son installation.
Le tennis, le baseball et le softball sont respectivement joués sur les courts de tennis de Pohnpei qui ont reçu une nouvelle surface, au terrain de baseball de Daini, qui a été drainé et nivelé sous la supervision du sénateur Peter Christian et de son fils Chris,, et au terrain de softball du Spanish wall (ou Spanish wall ballfield) à Kolonia. Le terrain a reçu une nouvelle couche de sable et de débris pour aider au drainage, un nouveau tableau d'affichage a été installé et la peinture des installations a été refaite par la Commission du Thon (WCPFC).
La compétition de volley-ball a lieu au Pohnpei State Gym, qui vient d'être rénové,. Le basketball, le tennis de table, l'haltérophilie, la lutte de plage et la lutte se tiennent sur le campus universitaire national à Palikir, et à l'exception de la lutte de plage, dans le FSM-China Friendship Sports center aussi appelé COM-FSM National Campus Gymnasium complex,. Cette salle de sport multi-usage, construite par la Chine pour les Jeux de la Micronésie de 2002 dans le cadre de sa politique de diplomatie pour un coût d'un peu plus de 5 000 000 $, a été rénovée grâce à un financement de l'ambassade de Chine,, complété par des dons de moindre importance de l'ambassade d'Australie et de la société Matson navigation. La fédération internationale de tennis de table a fait don de six tables et d'autres équipements d'une valeur de 20 000 $, la fédération internationale d'haltérophilie de cinq ensembles de poids et de barres d'un coût de 25 000 $ et la Fédération internationale des luttes associées d'un tapis pour la pratique de la lutte d'une valeur de 25 000 $.
Le 18 mars 2014, le Japon parafe le financement de la construction d'un terrain de sport sur herbe polyvalent au coût de 120 569 $, dans le cadre des Japan’s Grassroots Human Security Projects. D'après le communiqué officiel, ce projet a pour objectif « de répondre à la hausse des problèmes de santé dans les États-fédérés de Micronésie ou à Pohnpei dus à des maladies non transmissibles telles que l'obésité, l'hypertension et le diabète ». L'ambassadeur du Japon espère que l'installation sportive sera prête pour les Jeux en juillet. Bill Jaynes du Kaselehlie Press doute que cela puisse être le cas et constate que la plupart des autres lieux de compétition sont déjà prêts ou bientôt prêts à la mi-mars. À deux mois du début des Jeux, le terrain a été nivelé et un niveau de corail déposé. Un niveau de débris pour le drainage doit ensuite être mis en place avant que l'herbe ne soit plantée. Le chef de la commission d'organisation des Jeux Robert Spegal indique que le terrain ne peut être utilisé que si l'herbe croît rapidement, que le système racinaire s'est suffisamment développé et que la météo est favorable, laquelle est changeante à Pohnpei, d'autant plus qu'un phénomène El Niño est prévu pour juillet. Les matchs ont finalement lieu sur le terrain de football du stade du PICS Track and Field dans la municipalité de Nett qui avait été envisagé comme solution de repli,.
Après les Jeux, de l'avis des Comités nationaux olympiques d'Océanie, l'amélioration de la qualité des installations sportives par rapport aux Jeux de 2002 est l'une des clefs du succès des Jeux de 2014. Ils constatent également que la plupart des sites respectent les normes internationales et vont constituer un héritage important dans le développement du sport en Micronésie.

### Formation
Des stages de formation sont organisés avant les compétitions à destination des athlètes, entraîneurs et officiels. Ainsi, le Yapais Manuel Minginfel, délégué technique de la fédération internationale d'haltérophilie, organise à compter du 16 juillet un stage de sept jours, l'australien Lawrie Cox, arbitre international de natation, un stage de quelques jours,, le Paluan John Tarkong, président de la confédération d'Océanie de lutte, et le Japonais Takaharu Ashida, délégué de la fédération internationale des luttes associées, un stage de trois jours à partir du 18 juillet, l'Australienne Annie La Fluer, chargé de développement à la Fédération internationale de basket-ball un stage du 15 au 19 juillet, l'Australien Michael Brown et le Philippin Rachel Ramos, délégués techniques de la Fédération internationale de tennis de table, un cours de formation à l'arbitrage du 22 au 25 juillet. Lors de ce cours, sept des treize participants, la plupart des élèves du College of Micronesia-FSM, reçoivent le diplôme leur permettant d'arbitrer des rencontres lors des Jeux.

### Contrôles antidopage
Des tests de dépistage aléatoires ont lieu pendant la durée des Jeux, supervisés par l'Organisation régionale antidopage d'Océanie (ORADO), membre de l'Agence mondiale antidopage. Une subvention de 50 000 $ est reçue de l'ORADO et du comité national olympique d'Océanie pour en financer intégralement le coût. Huit personnes des Samoa, des Fidji, des Palaos et de Pohnpei procèdent aux contrôles. Un résultat positif doit entraîner la disqualification de l'athlète.

### Organisation pratique

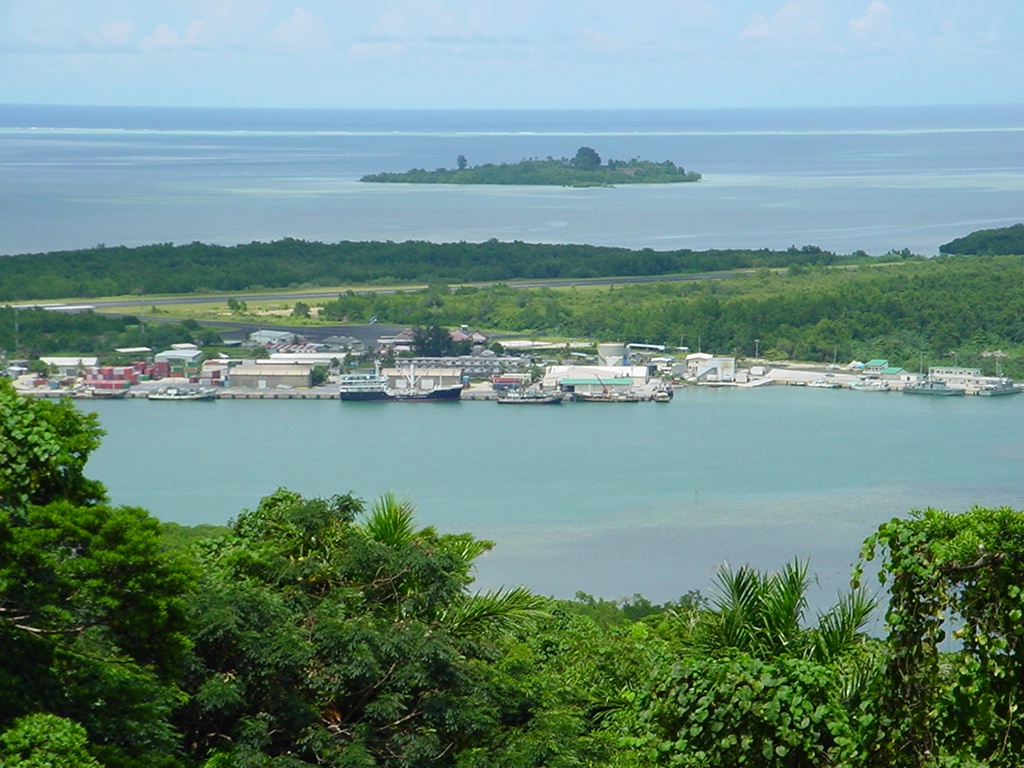
Vue de l'aéroport international de Pohnpei près de Palikir.

Un site web a été mis en ligne pour permettre l'inscription des athlètes. Ceux-ci ont jusqu'au 7 mai pour s'y inscrire. En mai, environ 1 700  à   1 800 athlètes, entraîneurs, managers et officiels sont attendus sans compter les spectateurs. Finalement, entre environ 1 400  à   1 500 athlètes et entraîneurs sont présents sans compter les officiels et administratifs des délégations. Des vols charters avec à leur bord les délégations arrivent à l'aéroport international de Pohnpei à partir du 17 juillet. La compagnie United Airlines a ajouté trois rotations supplémentaires entre Guam et Pohnpei et deux entre Palaos et Pohnpei, avant le début et à la fin des Jeux. Les athlètes sont véhiculés sur l'île grâce à 33 autobus et mini-fourgonnettes du Ministère de l'éducation. La police de Pohnpei est préparée pour l'évènement et des agents de sécurité ont été recrutés. Une équipe médicale est prévue pour chaque évènement sportif et une assistance médicale des forces armées américaines a été sollicitée avant les Jeux. Afin de nourrir les athlètes et leurs accompagnateurs, d'importants stocks alimentaires sont réalisés : 13 400 livres de riz et 770 livres de côtelettes de porc sont par exemple commandées. Les salles de classe et les dortoirs de l'École secondaire Pohnpei Islands Central School sont rénovés pour accueillir environ 1 200 athlètes. Ceux des délégations de Guam et des Îles Mariannes du Nord préfèrent loger dans des hôtels,. Le comité d'organisation facture aux fédérations concernées le logement et la nourriture de leurs athlètes à hauteur de 50 $ par personne. Quelque 1 500 médailles sont commandées pour être remises aux athlètes médaillés. Un programme recueillant des messages de bonne chance des chefs d'État de chaque juridiction et des photographies des équipes qui participent aux Jeux est prévu et destiné à la vente.

## Délégations participantes
Les participants à cette compétition sont deux territoires organisés non incorporés des États-Unis, Guam et les Îles Mariannes du Nord, trois pays souverains (les îles Marshall, Nauru et les Palaos), et les quatre États constitutifs des États fédérés de Micronésie, Chuuk, Pohnpei, Kosrae et Yap, qui concourent séparément. Un total d'environ 1 400  à   1 500 athlètes et entraîneurs participent à ces jeux. Par comparaison, les Jeux de 2010 ont rassemblé environ 1 290 athlètes et ceux de 2006 environ 1 400 concurrents. Les délégations des Palaos et de Pohnpei sont les seules à être inscrites dans toutes les compétitions féminines et masculines ouvertes : il n'est pas organisé de compétition féminine de baseball, de football et de pêche sous-marine.
La programmation de ces jeux entre en conflit avec les Jeux du Commonwealth 2014 à Glasgow en Écosse au Royaume-Uni, qui ont commencé le 23 juillet. Deux pays micronésiens, les Kiribati et Nauru, sont membres du Commonwealth. Nauru a donc dû partager ses athlètes entre les deux évènements. Les Kiribati, dont la participation est prévue jusque peu avant l'ouverture des Jeux,, n'inscrivent finalement pas d'athlètes aux Jeux de la Micronésie.
Guam est la seule délégation à ne pas concourir en athlétisme. À une semaine du début des Jeux, le comité national olympique organise une réunion d'information à destination des athlètes. La manière dont ils sont autorisés à partager leur expérience avec les médias et les contrôles antidopage y sont notamment abordés. Les athlètes y reçoivent des chemises noires et blanches qu'ils doivent arborer à Pohnpei et ils se soumettent aux photos officielles.
La délégation des Îles Mariannes du Nord est dirigée par Michael White, président de la Northern Marianas Sports Association, assisté en tant que chefs de mission adjoints du vice-président Kurt Barnes et du président de la fédération nationale de baseball Rose Igitol,. La délégation doit originellement comprendre 173 athlètes et officiels, soit 40 de plus que lors de l'édition de 2010. Elle ne compte finalement que 100 athlètes et officiels. Pour la première fois depuis plus de dix ans, une délégation de neuf haltérophiles est envoyée,. La participation des équipes d'athlétisme et de basketball est pendant quelque temps incertaine faute de place dans les avions à destination de Pohnpei après le 14 juillet. Or, une plus longue durée de séjour entraîne des dépenses plus importantes. La fédération de tennis devait envoyer cinq hommes et quatre femmes, celle de volley-ball des équipes des deux sexes comprenant treize joueurs et un entraîneur,. Elles abandonnent finalement l'idée d'une participation pour des raisons financières : un billet coûtant 678 $ plus environ 94 $ de taxes. Avant ces défections, égaler ou dépasser le total de 92 médailles de 2010 — 44 en or, 23 en argent et 25 en bronze — semblait déjà difficile d'après la journaliste Roselyn Monroyo. Début juin, la délégation reçoit 30 000 $ de l'assemblée législative de Saipan et des Îles du Nord — le pays est une république fédérale — pour financer le déplacement des athlètes,, et à la mi-juillet 10 000 $ de la fondation mariannaise Tan Siu Lin sous forme de coupons de 100 $ remis aux athlètes et aux officiels. Elle arrive sur place entre le 13 juillet et le milieu de la première semaine de compétition. Les fédérations nationales de baseball et d'athlétisme ont effectué des levées de fonds pour assurer leur participation,.
La délégation des Îles Marshall compte plus de 160 personnes et celle de Nauru, sous la direction de Dogabe Jeremiah, 71 athlètes et officiels.
La très nombreuse délégation de Palaos défile sur la route principale de la capitale du pays Koror, le 10 juillet, avant de rencontrer le président Tommy Remengesau et des membres du gouvernement au gymnase national. Le président leur indique qu'ils sont en train d'entrer dans les livres d'histoire nationaux. Les athlètes partent pour Pohnpei par vagues successives entre le 16 et le 21 juillet[réf. nécessaire].
La délégation de l'État de Yap est composée de 94 athlètes, treize entraîneurs et sept officiels et administrateurs. Le directeur du Conseil des sports de l'État de Yap, Paul Lane, requiert au gouvernement de l'État à la fin du mois de janvier 2014 un budget de 218 652 $ pour les frais de départ, le paiement des billets d'avion, les dépenses afférentes aux athlètes et l'assurance. À la fin du mois de mai, chacun des quatre États des États fédérés de Micronésie reçoit 175 000 $ du Congrès des États fédérés de Micronésie pour financer la participation des athlètes et entraîneurs,.
Chuuk a pu réunir, grâce à des appels à la radio et à des e-mails, 98 athlètes qui sont accompagnés de dix-huit autres personnes : des officiels et des spectateurs. Les sportifs n'ont pu s'entraîner que deux mois au lieu de six, malgré cela, le chef de mission Joe Eas est confiant en ses athlètes pour qu'ils améliorent leurs performances et ramènent quelques médailles. Le volley-ball, l'athlétisme, l'haltérophilie et la lutte sont d'après Eas les plus susceptibles de fournir des médailles. La délégation de Chuuk espère pouvoir améliorer ses résultats par rapport à l'édition de 2002.
La délégation de Kosrae compte 150 athlètes sélectionnés après les jeux annuels de Kosrae. Le chef de mission Wakak souhaite que sa délégation remporte plus de médailles que lors de la précédente édition dont au moins une médaille d'or. Il est très confiant dans les frères Patrick et Kenneth Mike, en lutte, et constate que l'équipe de lutte a travaillé très dur. Les frères Mike ont remporté des médailles lors des derniers Jeux de la Micronésie. L'équipe de basket-ball est aussi susceptible de gagner une médaille comme lors des Jeux de 2010 selon Wakak. Plusieurs nièces et neveux de Wakak ainsi que sa fille concourent aux Jeux.
La délégation de Pohnpei est la plus nombreuse et est inscrite tout comme celle des Palaos à toutes les épreuves.
| Délégation             | Délégation             | Délégation | Chuuk | Chuuk | Guam | Guam | Îles Mariannes du Nord | Îles Mariannes du Nord | Îles Marshall | Îles Marshall | Kosrae | Kosrae | Nauru | Nauru | Palaos | Palaos | Pohnpei | Pohnpei | Yap | Yap |
| Sexe                   | Sexe                   | Sexe       | F     | H     | F    | H    | F                      | H                      | F             | H             | F      | H      | F     | H     | F      | H      | F       | H       | F   | H   |
| ---------------------- | ---------------------- | ---------- | ----- | ----- | ---- | ---- | ---------------------- | ---------------------- | ------------- | ------------- | ------ | ------ | ----- | ----- | ------ | ------ | ------- | ------- | --- | --- |
| Athlétisme             | Athlétisme             |            | X     | X     |      |      | X                      | X                      | X             | X             | X      | X      | X     | X     | X      | X      | X       | X       | X   | X   |
| Baseball               | Baseball               |            |       |       |      | X    |                        | X                      |               |               |        | X      |       |       |        | X      |         | X       |     |     |
| Basketball             | Basketball             |            | X     | X     | X    | X    | X                      | X                      | X             | X             |        | X      | X     | X     | X      | X      | X       | X       | X   | X   |
| Football               | Football               |            |       | X     |      |      |                        |                        |               |               |        |        |       |       |        | X      |         | X       |     | X   |
| Haltérophilie          | Haltérophilie          |            |       | X     |      |      |                        | X                      | X             | X             |        | X      | X     | X     | X      | X      | X       | X       | X   | X   |
| Lutte                  | Lutte                  |            |       | X     |      |      |                        |                        | X             | X             |        | X      |       | X     | X      | X      | X       | X       |     | X   |
| Micronesian all around | Micronesian all around |            |       |       |      |      |                        |                        |               | X             |        |        |       |       | X      | X      | X       | X       |     |     |
| Natation               | Natation               |            | X     | X     | X    | X    | X                      | X                      | X             | X             |        |        |       |       | X      | X      | X       | X       |     |     |
| Pêche sous-marine      | Pêche sous-marine      |            |       |       |      | X    |                        | X                      |               | X             |        | X      |       |       |        | X      |         | X       |     |     |
| Softball               | Softball               |            | X     |       | X    | X    |                        |                        | X             | X             | X      | X      |       |       | X      | X      | X       | X       |     |     |
| Tennis                 | Tennis                 |            | X     | X     | X    | X    |                        |                        |               | X             | X      | X      |       |       | X      | X      | X       | X       |     |     |
| Tennis de table        | Tennis de table        |            |       |       |      | X    |                        |                        | X             | X             | X      | X      |       |       | X      | X      | X       | X       | X   |     |
| Va'a                   | Va'a                   |            |       |       | X    | X    | X                      | X                      |               |               | X      | X      |       |       | X      | X      | X       | X       | X   | X   |
| Volleyball             | Volleyball             |            | X     | X     | X    | X    |                        |                        | X             |               | X      | X      | X     | X     | X      | X      | X       | X       | X   | X   |
| Total                  | Total                  | Total      | 6     | 8     | 6    | 9    | 4                      | 7                      | 8             | 10            | 6      | 11     | 4     | 5     | 11     | 14     | 11      | 14      | 6   | 7   |

## Compétition

### Sports au programme
Quatorze sports sont au programme de ces jeux : l’athlétisme, le baseball, le basketball, le football, l'haltérophilie, la lutte, le Micronesian all around, la natation, la pêche sous-marine, le softball, le tennis, le tennis de table, le volley-ball, la course de Va'a. La programmation du football est envisagée à partir de la fin de l'année 2013 si un terrain est disponible et suffisamment d'équipes inscrites,. Le football est proposé aux Jeux pour la première fois, dans le but explicite que certaines des équipes puissent améliorer leur niveau et obtenir le statut de membre associé de la FIFA. Le directeur sportif des Jeux Jim Tobin espère en montrant le bon déroulement du tournoi — organisé sans l'aide de la FIFA — promouvoir une inscription des participants à la Confédération asiatique de football. Une adhésion à la Confédération du football d'Océanie n'est pas souhaitée. Les équipes de la région pourraient alors bénéficier des généreuses subventions de la FIFA. Guam est au moment des Jeux le seul territoire micronésien membre de la FIFA mais il ne peut participer du fait de son inscription à la Coupe d'Asie de l'Est de football dont le premier tour se déroule en même temps à Guam.

### Calendrier
Les Jeux sont dans un premier temps prévus entre le 19 et le 29 juillet mais la période du 20 au 30 juillet est finalement choisie au début du mois de février 2014.
|  | Cérémonies |  | Jour de compétition |  | Jour de finale | 4 | Nombre de finales |

| Juillet 2014           | Juillet 2014      | Juillet 2014 | 20 | 21 | 22 | 23 | 24 | 25 | 26 | 27 | 28 | 29 | 30 |
| ---------------------- | ----------------- | ------------ | -- | -- | -- | -- | -- | -- | -- | -- | -- | -- | -- |
| Cérémonies             | Cérémonies        |              | O  |    |    |    |    |    |    |    |    |    | C  |
| Athlétisme             | Athlétisme        |              |    | 11 | 11 | 12 | 2  |    |    |    |    |    |    |
| Baseball               | Baseball          |              |    |    |    |    |    |    |    |    |    | 1  |    |
| Basketball             | Basketball        |              |    |    |    |    |    |    |    |    |    | 2  |    |
| Football               | Football          |              |    |    |    |    |    |    |    |    |    | 1  |    |
| Haltérophilie          | Haltérophilie     |              |    |    |    |    |    | 7  | 7  |    |    |    |    |
| Lutte                  | Lutte             |              |    | 8  | 16 | 6  |    |    |    |    |    |    |    |
| Micronesian all around |                   |              |    |    |    |    |    |    |    |    |    |    |    |
| Natation               | Natation          |              |    | 13 | 15 | 13 |    |    |    |    |    |    |    |
| Pêche sous-marine      | Pêche sous-marine |              |    | 1  | 1  |    |    |    |    |    |    |    |    |
| Softball               | Softball          |              |    |    |    |    |    |    |    |    |    | 2  |    |
| Tennis                 | Tennis            |              |    |    |    | 2  |    |    |    |    | 2  | 3  |    |
| Tennis de table        | Tennis de table   |              |    |    |    |    |    |    | 1  |    | 1  | 5  |    |
| Va'a                   | Va'a              |              |    |    |    |    |    |    | 4  |    | 2  |    |    |
| Volleyball             | Volleyball        |              |    |    |    |    |    |    |    |    |    | 2  |    |
| Juillet 2014           | Juillet 2014      | Juillet 2014 | 20 | 21 | 22 | 23 | 24 | 25 | 26 | 27 | 28 | 29 | 30 |

|  | Cérémonies |  | Jour de compétition |  | Jour de finale | 4 | Nombre de finales |

### Tableau des médailles et bilan
Les quatre états des États fédérés de Micronésie (États de Pohnpei, de Yap, de Kosrae et de Chuuk) totalisent 202 médailles dont 59 en or, 71 en argent et 72 en bronze. Plus de 56 % d'entre elles sont acquises par le seul État de Pohnpei, organisateur des Jeux, premier en nombre total de médailles mais second, derrière Guam, en nombre de titres. Ses sportifs s'illustrent particulièrement en athlétisme et en lutte avec 36 et 35 médailles, en course de Va'a avec six médailles soit le tiers des médailles, en micronesian all around avec quatre médailles dont les deux titres. De bonnes performances sont également à noter en natation avec treize médailles et en tennis de table avec sept médailles. Dans les sports collectifs, l'équipe de football remporte l'or, les volleyeurs masculins l'argent, les softballeurs masculins l'or et leurs homologues féminins le bronze. L'État de Yap s’octroie environ 27 % des médailles du total des quatre États. Trente-huit de ses cinquante-quatre médailles, soit 70 %, proviennent de l'haltérophile. Neuf autres sont reçues en lutte, cinq en athlétisme et une en course de va'a. L'équipe de volley-ball féminin s'adjuge la médaille d'argent. Kosrae obtient sept de ses dix-huit médailles dont ses trois médailles d'or en lutte. Cinq autres sont gagnées en athlétisme et trois en tennis. La délégation de Chuuk récolte la totalité de ses médailles dans les sports individuels en athlétisme (10) et en lutte (5). Elle remporte une médaille de bronze en football.
La délégation de Guam arrive en tête du tableau des médailles avec 42 médailles d'or, 27 en argent et 12 en bronze. 55 de ces 81 médailles, soit 68 % d'entre elles, proviennent de la natation, et treize autres, soit 16 %, du tennis où elle ne rate qu'une seule médaille d'or. À l'exception de l'équipe de softball masculin, la délégation de Guam remporte une médaille dans chaque sport collectif où elle est inscrite : l'or en baseball, en basketball masculin et féminin et en volley-ball masculin et féminin, l'argent en softball féminin. L'entraîneur en chef Don San Agustin espère que l'élan acquis lors des Jeux de la Micronésie poussera la délégation lors des Jeux du Pacifique de 2015.
La délégation des îles Marshall termine troisième de ces Jeux en nombre de médailles avec 90 récompenses dont 34 en or, 23 en argent et 33 en bronze. Il s'agit de son meilleur score aux Jeux. Le tiers d'entre elles sont obtenues en haltérophilie dont presque les deux tiers de ses médailles d'or. Les nageurs remportent un peu plus du tiers des médailles et les lutteurs environ 15 %. Pour la première fois, ses quatre équipes de sport collectif rapportent une médaille : l'or en softball féminin, l'argent en softball masculin et pour les deux sexes en basketball.
À l'issue des Jeux, le président de la Northern Marianas Sports Association et chef de la délégation des Îles Mariannes du Nord Michael White se dit content de la performance de ses athlètes et les félicite de même que les entraîneurs et officiels pour leur travail. Il déclare que bien que la délégation ait été relativement restreinte, elle a remporté beaucoup de médailles, répondant aux attentes et dans bien des cas les dépassant. Le total de médailles obtenu (34) est le deuxième plus bas de l'histoire après celui de la première édition des Jeux en 1969. Quinze d'entre elles sont acquises en athlétisme, douze en haltérophilie, quatre en natation, une en course de va'a. Dans les sports collectifs, l'équipe de baseball a gagné l'argent et les basketteuses féminines le bronze. L'une des principales athlètes de la délégation est Rachel Abrams qui remporte trois médailles d'or et deux médailles d'argent en athlétisme, bat le record des Jeux du 200 m, et gagne une médaille de bronze avec l'équipe de basketball. Elle est nommée, ainsi que tous les médaillés d'or, sportif du mois de juillet 2014 après leur retour à Saipan. Elle est honorée du titre d'athlète féminine de l'année 2014 au début de l'année suivante par l'association sportive des Îles Mariannes du Nord,,.
La délégation de Nauru repart des Jeux avec dix-sept médailles dont huit en athlétisme, six en haltérophilie, deux en lutte et une volley-ball masculin.
Palaos termine troisième au tableau des médailles et deuxième en nombre de médailles. Ses sportifs dominent les épreuves de tennis de table en remportant quinze récompenses dont la totalité de celles en or. Ils s'illustrent également en athlétisme avec vingt-quatre médailles, en natation avec seize récompenses, en lutte et en haltérophilie avec dix-sept et seize médailles. Ils sont presque totalement dominateurs en pêche sous-marine en s'adjugeant la première et la troisième place de l'épreuve individuelle et la médaille d'argent par équipe. En micronesian all around et en course de va'a, ils sont, derrière Pohnpei, la deuxième délégation en termes de médailles. Dans les sports collectifs, Palaos reçoit l'argent en football et le bronze en baseball, en basketball masculin, en softball masculin et en volleyball féminin.
| Rang  | Nation                 | Or  | Argent | Bronze | Total |
| ----- | ---------------------- | --- | ------ | ------ | ----- |
| 1     | Guam                   | 42  | 27     | 12     | 81    |
| 2     | Pohnpei                | 36  | 41     | 37     | 114   |
| 3     | Palaos                 | 36  | 32     | 38     | 106   |
| 4     | Îles Marshall          | 34  | 23     | 33     | 90    |
| 5     | Yap                    | 17  | 22     | 15     | 54    |
| 6     | Îles Mariannes du Nord | 14  | 15     | 5      | 34    |
| 7     | Nauru                  | 3   | 9      | 5      | 17    |
| 8     | Kosrae                 | 3   | 4      | 11     | 18    |
| 9     | Chuuk                  | 3   | 4      | 9      | 16    |
| Total | Total                  | 188 | 177    | 165    | 530   |

### Athlétisme
Les dix-neuf épreuves d'athlétisme se déroulent entre le 21 et le 24 juillet au PICS Track and Field dans la municipalité de Nett sur l'île de Pohnpei. Chaque délégation peut inscrire un maximum de trois athlètes à une épreuve. Le semi-marathon et le 10 000 m sont de nouveau au programme après une éclipse en 2010.
Trois mois avant les Jeux, la délégation d'athlétisme des Îles Mariannes du Nord lance une collecte en ligne pour financer le voyage jusqu'à Pohnpei et la vie sur place. Elle espère rassembler 35 000 $. L'entraîneur en chef Elias Rangamar souhaite alors réunir vingt à vingt-cinq athlètes et égaler voire dépasser les treize médailles d'or, cinq d'argent et sept de bronze obtenues en 2010. Il compte notamment pour atteindre cet objectif sur les performances d'Yvonne Bennett qui lors de la dernière édition a eu un rôle très important dans la victoire sur le relais 4 × 100 m et a remporté les 100 m, 200 m et 400 m tout en établissant des records sur les 100 m et 200 m. Il espère également de bonnes performances de sa sœur Yvette, de Jacque Wonenberg, de Lia Rangamar et de Michael Mancao, actuel détenteur du record national du 800 m. Seulement dix-huit athlètes sont finalement sélectionnés.
Pohnpei remporte quinze médailles en or, neuf en argent et huit en bronze. Palaos arrive en deuxième position avec dix médailles d'or, six en argent et sept en bronze, les îles Mariannes du Nord à la troisième place en totalisant six médailles d'or et dix en argent.
- Femmes

À titre individuel, les plus médaillées sont la Pohnpéienne Mihter Wendolin avec quatre médailles d'or, la Mariannaise Rachel Abrams avec trois médailles d'or et deux médailles d'argent et la Paluanne Christina Wicker avec trois titres et une médaille d'argent. Rachel Abrams, athlète fan de sport, a également obtenu une médaille de bronze avec l'équipe de basketball.
Quatre records des Jeux (RJ = Record des Jeux) sont battus. La Mariannaise Rachel Abrams sur le 200 m améliore de 12 centièmes le record d'Yvonne Bennett datant de 2010. La Paluanne Christina Wicker établit également un nouveau meilleur temps sur le 5 000 m  en battant de presque 33 secondes le chrono de Noriko Jim-Nasuhara réalisé lors des Jeux de 2006. Le relais féminin de Pohnpei du 4 × 100 m améliore d'un centième la performance du relais chuukois des Jeux de 2002 et sur le semi-marathon la Pohnpéeienne Reloliza Saimon de 5 min 49 s le temps de la Mariannaise Akiko Hagiwara en 2006.
| Épreuves ,        | Or                                                                                   | Argent                                                                                            | Bronze                                                                            |
| 100 m             | Lanja Fritz Nauru 12 s 80                                                            | Rachel Abrams Îles Mariannes du Nord 13 s 03                                                      | Mariana Cress Îles Marshall 13 s 32                                               |
| 200 m             | Rachel Abrams Îles Mariannes du Nord 26 s 29 RJ                                      | Lanja Fritz Nauru 26 s 75                                                                         | Mariana Cress Îles Marshall 26 s 99                                               |
| 400 m             | Merisen Mariano Chuuk 1 min 5 s 41                                                   | Geraldine Poll Pohnpei 1 min 7 s 45                                                               | Anitra Ligoria Pohnpei 1 min 8 s 49                                               |
| 800 m             | Christina Wicker Palaos 2 min 28 s 01                                                | Mary Linda Alexander Pohnpei 2 min 44 s 47                                                        | Carolyn Wicker Palaos 2 min 48 s 70                                               |
| 1 500 m           | Christina Wicker Palaos 5 min 23 s 05                                                | Carolyn Wicker Palaos 5 min 39 s 14                                                               | Mary Linda Alexander Pohnpei 5 min 39 s 18                                        |
| 5 000 m           | Christina Wicker Palaos 18 min 51 s 75 RJ                                            | Reloliza Saimon Pohnpei 21 min 53 s 37                                                            | Carolyn Wicker Palaos 22 min 47 s 21                                              |
| 10 000 m          | Reloliza Saimon Pohnpei 49 min 25 s 58                                               | —                                                                                                 | —                                                                                 |
| Semi-marathon     | Reloliza Saimon Pohnpei 1 h 34 min 48 s RJ                                           | Christina Wicker Palaos 1 h 39 min 9 s                                                            | —                                                                                 |
| 100 m haies       | Rachel Abrams Nauru 17 s 50                                                          | Ashley Appiner Îles Mariannes du Nord 17 s 84                                                     | Aleina Thomsin Îles Marshall 20 s 79                                              |
| 400 m haies       | Ruby Joy Gabriel Nauru 1 min 15 s 51                                                 | Ashley Appiner Îles Mariannes du Nord 1 min 20 s 35                                               | Aleina Thomsin Îles Marshall 1 min 21 s 86                                        |
| 4 × 100 m         | Anitra Ligoria, Geraldine Poll, Ashley Apiner, Mihter Wendolin Pohnpei 52 s 22 RJ    | Friendly Joy Pena, Rachel Abrams, Zarinae Sapong, Lia'mwar Rangmar Îles Mariannes du Nord 53 s 87 | Hemrita Debrum, Mattie Sasser, Marina Cress, Lani Keju Îles Marshall 53 s 88      |
| 4 × 400 m         | Anitra Ligoria, Geraldine Poll, Ashley Apiner, Mihter Wendolin Pohnpei 4 min 32 s 50 | Rema Joy Maido, Carolyn Wicker, Eliana Koshiba-Panuelo, Christina Wicker Palaos 4 min 36 s 66     | Filona L. Wesley, Lihen Jonas, Stacy Ann Albert, Selina Palik Kosrae 5 min 7 s 71 |
| Saut en hauteur   | Rachel Abrams Îles Mariannes du Nord 1,38 m                                          | Friendly Joy Pena Îles Mariannes du Nord 1,25 m                                                   | —                                                                                 |
| Saut en longueur  | Mihter Wendolin Pohnpei 4,62 m                                                       | Juanita Marie Mungwaath Yap 4,61 m                                                                | Natalie Sewralur Palaos 4,51 m                                                    |
| Triple-saut       | Mihter Wendolin Pohnpei 9,32 m                                                       | —                                                                                                 | —                                                                                 |
| Lancer du poids   | Lucinda Kamloy Yap 10,61 m                                                           | Nina Grundler Nauru 10,41 m                                                                       | Sweetyona Tulensru Kosrae 9,54 m                                                  |
| Lancer du disque  | Dolores Rangmar Îles Mariannes du Nord 26,42 m                                       | Lia'mwar Rangmar Îles Mariannes du Nord 26,40 m                                                   | Nina Grundler Nauru 25,81 m                                                       |
| Lancer du javelot | Lia'mwar Rangmar Îles Mariannes du Nord 34,63 m                                      | Ashley Apiner Pohnpei 32,13 m                                                                     | Tracy Ardos Pohnpei 29,06 m                                                       |
| Pentathlon        | Dilluna Rivera Palaos 1 183 points                                                   | Marianne Lomongo Palaos 796 points                                                                | —                                                                                 |

- Hommes

Le sprinter des Îles Marshall Roman Cress, âge de 36 ans, olympien en 2008, participe aux Jeux de la Micronésie pour la quatrième fois. Il est en compétition sur les 100 m et 200 m. Profondément religieux, il est un travailleur acharné. Il souhaite être un modèle pour les athlètes à venir et conseille aux autres athlètes de « profiter des amitiés qu'ils se sont faites comme si elles allaient durer pour toujours »,. Il est accompagné lors des Jeux par sa fille Mariana Cress qui concourt également en athlétisme et qu'il motive de son mieux : « J'essaie juste de l'inspirer, alors je peux marcher dans le coucher du soleil afin qu'elle puisse émerger »,. Le père et la fille gagnent respectivement une médaille d'argent et deux médailles de bronze.
Les athlètes masculins les plus médaillés sont les Paluans Francis Tkel avec trois médailles d'or et Shaquille Teltull avec deux titres, une médaille d'argent et une médaille de bronze. Le record des Jeux (RJ = Record des Jeux) du semi-marathon est battu par le pohnpéien Magdano Marquez. Il améliore la performance du Guaméen Neil Weare datant de 2002 de 3 min 25 s.
| Épreuves ,        | Or                                                                              | Argent                                                                                     | Bronze                                                                                     |
| 100 m             | Kitson Kapiriel Pohnpei 11 s 20                                                 | Shaquille Teltull Palaos 11 s 53                                                           | Scott Fiti Chuuk 11 s 59                                                                   |
| 200 m             | Shaquille Teltull Palaos 22 s 73                                                | Roman Cress Îles Marshall 22 s 95                                                          | Scott Fiti Chuuk 23 s 04                                                                   |
| 400 m             | Beouch Ngirchongor Îles Mariannes du Nord 52 s 74                               | Tarrell Smith Chuuk 52 s 77                                                                | Gwynn Uehara Palaos 53 s 25                                                                |
| 800 m             | Casey Henry Pohnpei 2 min 9 s 95                                                | Carson Mongkeya Kosrae 2 min 11 s 65                                                       | John-Rico Togogae Nauru 2 min 12 s 35                                                      |
| 1 500 m           | Jay Gallen Pohnpei 4 min 41 s 13                                                | Jessy James Îles Mariannes du Nord 4 min 41 s 30                                           | Rexter Muritok Chuuk 4 min 42 s 34                                                         |
| 5 000 m           | Casey Henry Pohnpei 18 min 51 s 91                                              | Magdano Marquez Pohnpei 18 min 53 s 08                                                     | Rexter Muritok Chuuk 19 min 6 s 89                                                         |
| 10 000 m          | Magdano Marquez Pohnpei 39 min 33 s 34                                          | Rexter Muritok Chuuk 39 min 37 s 18                                                        | Joynal Mize Palaos 41 min 17 s 04                                                          |
| Semi-marathon     | Magdano Marquez Pohnpei 1 h 17 min 36 s RJ                                      | Jessy James Îles Mariannes du Nord 1 h 18 min 58 s                                         | Rexter Muritok Chuuk 1 h 20 min 20 s                                                       |
| 110 m haies       | Savier Edwin Pohnpei 17 s 31                                                    | Francis Asher Kosrae 18 s 73                                                               | Brian Kapriel Pohnpei 19 s 94                                                              |
| 400 m haies       | Beouch Ngirchongor Îles Mariannes du Nord 1 min 0 s 80                          | Savier Edwina Pohnpei 1 min 2 s 13                                                         | Gilmete McCaffrey Pohnpei 1 min 2 s 47                                                     |
| 4 × 100 m         | X-Ler Rodriguez, Pahnrasko Ardos, Benter Pluhs, Kitson Kapiriel Pohnpei 43 s 83 | Yonder Namelo, Scott Fiti, Tarrell Smith, Yondan Namelo Chuuk 44 s 30                      | Ian Basiou Koshiba, Gwynn Uehara, Adolph Speng Demei Jr., Shaquille Teltull Palaos 44 s 38 |
| 4 × 400 m         | Gwynn Uehara, Joab Kanai, Francis Tkel, Shaquille Teltull Palaos 3 min 25 s 52  | Johnathan Laurdine, Savier Edwin, McCaffrey Gilmete, Ardos Pahnrasko Pohnpei 3 min 38 s 02 | Tarrel Smith, Miurha Kapier, Doone Nomar, Scott Friti Chuuk 3 min 38 s 82                  |
| Saut en hauteur   | Adolph Speng Demei Jr. Palaos 1,50 m                                            | Jaynard White Îles Mariannes du Nord 1,50 m                                                | Jacques Stills Palaos 1,45 m                                                               |
| Saut en longueur  | Kius you Yap 5,86 m                                                             | Roger Nakasone Pohnpei 5,77 m                                                              | Junior Dagiaro Nauru 5,63 m                                                                |
| Triple-saut       | Francis Tkel Palaos 11,83 m                                                     | Roger Nakasone Pohnpei 11,43 m                                                             | Ned Hiroshi Kosrae 11,22 m                                                                 |
| Lancer du poids   | Joseph Daniel Nauru 13,46 m                                                     | Florian Skilang Temengil Palaos 12,59 m                                                    | Daniel G. Ramngen Yap 11,18 m                                                              |
| Lancer du disque  | Florian Skilang Temengil Palaos 38,90 m                                         | Joseph Dabana Nauru 36 m                                                                   | Clayton Maluwelgiye Pohnpei 34,07 m                                                        |
| Lancer du javelot | Herney Ringlen Pohnpei 49,71 m                                                  | Fedelis Falmed Yap 47,44 m                                                                 | Clayton Maluwelgiye Pohnpei 47,06 m                                                        |
| Octathlon         | Francis Tkel Palaos 3 643 points                                                | Orrin Pharmin Îles Mariannes du Nord 3 403 points                                          | Jesse Jack Pohnpei 3 341 points                                                            |

### Baseball
La compétition de baseball, exclusivement masculine, a lieu du 21 au 25 et les 28 et 29 juillet sur le site du Daini Baseball Field à Kolonia sur l'île de Pohnpei. Cinq équipes sont en compétition : Guam, Kosrae, les Îles Mariannes du Nord, Palaos et Pohnpei. Le calendrier n'a pas pu être exactement tenu, car des matchs sont reportés pour cause de pluie.
L'équipe des Îles Mariannes du Nord a procédé à des levées de fonds pour financer sa participation,. Le manager Tony Rogolifoi décrit son équipe comme principalement composée de bons et jeunes joueurs de la Ligue de baseball de Saipan mélangés avec plusieurs vétérans qui ont l'expérience des matchs internationaux. Il explique avoir entraîné son équipe à toute une variété de tactiques de jeux et annonce viser la médaille d'or, même si Palaos, le champion en titre, et Guam, lui semblent de sérieux concurrents.
Malgré une saison de ligue nationale de baseball s'étant terminée début juillet, le guaméen Shon Muna a entraîné son équipe de façon intensive durant un mois et demi avant les Jeux et a essayé de leur enseigner à jouer le jeu avec beaucoup de respect et de tenter de toujours faire leur mieux. L'entraîneur énonce que la santé de ses joueurs et notamment la pratique des étirements, l'hydratation régulière et le repos sont très importants, une partie durant ordinairement trois à quatre heures. L'équipe est constituée de vétérans et de jeunes joueurs étroitement liés,
Guam remporte le titre en ayant mené l'ensemble de la finale et après deux éditions sans médaille d'or.
- Premier tour

Lors du premier tour, les cinq équipes en lice se rencontrent dans le cadre d'un tournoi toutes rondes. Les quatre premiers sont qualifiés pour le tour suivant. Les équipes à égalité sont départagées par le résultat de leur confrontation directe.
| Date       | /                      | Score  | /                      | Rapport          |
| ---------- | ---------------------- | ------ | ---------------------- | ---------------- |
| 21.07.2014 | Palaos                 | 5 – 3  | Pohnpei                | Feuille de match |
| 21.07.2014 | Kosrae                 | 7 – 4  | Guam                   | Feuille de match |
| 22.07.2014 | Îles Mariannes du Nord | 3 – 0  | Palaos                 | Feuille de match |
| 22.07.2014 | Pohnpei                | 2 – 1  | Kosrae                 | Feuille de match |
| 23.07.2014 | Pohnpei                | 1 – 3  | Guam                   | Feuille de match |
| 23.07.2014 | Îles Mariannes du Nord | 5 – 4  | Kosrae                 | Feuille de match |
| 24.07.2014 | Pohnpei                | 5 – 6  | Îles Mariannes du Nord | Feuille de match |
| 24.07.2014 | Guam                   | 10 – 6 | Palaos                 | Feuille de match |
| 25.07.2014 | Guam                   | 3 – 2  | Îles Mariannes du Nord | Feuille de match |
| 25.07.2014 | Palaos                 | 1 – 7  | Kosrae                 | Feuille de match |

| Pl. | Équipe                 | J | V | D | %   |
| --- | ---------------------- | - | - | - | --- |
| 1   | Guam                   | 4 | 3 | 1 | .75 |
| 2   | Îles Mariannes du Nord | 4 | 3 | 1 | .75 |
| 3   | Kosrae                 | 4 | 2 | 2 | .5  |
| 4   | Palaos                 | 4 | 1 | 3 | .25 |
| 5   | Pohnpei                | 4 | 1 | 3 | .25 |

- Phase finale

Lors de la phase finale, l'équipe classée en troisième position lors du premier tour, en l’occurrence Kosrae, rencontre la quatrième, Palaos. Le perdant est éliminé et le gagnant rencontre l'équipe défaite lors de la rencontre entre les deux premiers de la phase initiale.
|  | Demi-finales          | Demi-finales           | Demi-finales          |  |  | Finale pour la 3e place | Finale pour la 3e place | Finale pour la 3e place |  |                        | Grande finale         | Grande finale         | Grande finale         |
|  |                       |                        |                       |  |  |                         |                         |                         |  |                        |                       |                       |                       |
|  | 28 juillet 2014 Score |                        |                       |  |  |                         |                         |                         |  |                        |                       |                       |                       |
|  | 1                     | Guam                   | 1                     |  |  |                         |                         |                         |  |                        | 29 juillet 2014 Score | 29 juillet 2014 Score | 29 juillet 2014 Score |
|  | 2                     | Îles Mariannes du Nord | 2                     |  |  | 28 juillet 2014 Score   | 28 juillet 2014 Score   | 28 juillet 2014 Score   |  |                        |                       | Guam                  | 14                    |
|  |                       |                        |                       |  |  | Guam                    | 5                       |                         |  | Îles Mariannes du Nord | 6                     |                       |                       |
|  | 28 juillet 2014 Score | 28 juillet 2014 Score  | 28 juillet 2014 Score |  |  | Palaos                  | 2                       |                         |  |                        |                       |                       |                       |
|  | 3                     | Kosrae                 | 2                     |  |  |                         |                         |                         |  |                        |                       |                       |                       |
|  | 4                     | Palaos                 | 3                     |  |  |                         |                         |                         |  |                        |                       |                       |                       |

### Basketball
La compétition de basketball a lieu pour les femmes comme pour les hommes du 21 au 29 juillet dans le gymnase du College of Micronesia-FSM à Palikir sur l'île de Pohnpei. Sept équipes sont en compétition chez les femmes et neuf chez les hommes. Des statistiques en temps réel sur les matchs ont été disponibles sur internet.
La fédération de basketball des Îles Mariannes du Nord a organisé des évènements pour récolter des fonds pour envoyer ses équipes aux Jeux de la Micronésie,,,. Le journaliste Abner Venus s'interroge sur cette absence de financements au sein de la fédération et sur la destination peu claire à son avis de l'argent engrangé par celle-ci dans le cadre de l'organisation des différents championnats qu'elle a créé. Il note que le manque d'argent est problématique pour le développement des équipes nationales et la reconnaissance de l'arbitrage mariannais dans les compétitions internationales. L'arbitre mariannais Arnold Mesa a pu officier lors des Jeux en finançant son déplacement en organisant des stages de formation à destination de joueurs.
- Femmes

Connie Camacho, co-capitaine de l'équipe des Îles Mariannes du Nord espère que ses joueuses remporteront une médaille et si possible la médaille d'or. Camacho juge que son équipe a de fortes chances de réaliser cet objectif grâce à de meilleures remplaçantes que lors des Jeux de 2010. L'équipe a atteint la finale lors des quatre derniers Jeux et gagné le titre en 2006. De son côté, l'entraîneur de Guam Eddie Pelkey, qui a pris la suite de Sid Guzman qui a quitté son poste de son plein gré il y a peu, pense que son équipe, bien qu'elle comporte de nombreux jeunes éléments, devrait remporter l'or cette année, comme il y a quatre ans. Tout autre résultat serait un échec. Il compte sur l'expérience accumulée par plusieurs joueuses évoluant à l'étranger ou ayant joué à l'étranger et sur les quelques vétéranes de l'équipe. L'une d'elles, Jocelyn Pardilla, capitaine de l'équipe, a entraîné certaines de ses coéquipières dans un club guaméen. Cette expérience bénéfique lui permet de connaître leurs forces et faiblesses,.
Lors du premier tour, les équipes en lice se rencontrent dans le cadre d'un tournoi toutes rondes. Les quatre meilleures s'affrontent ensuite lors de matchs éliminatoires.
- - Phase de groupe[M 28],[M 29],[M 30],[M 31],[M 32],[M 33],[M 34]

| Résultats (dom.\ext.)  | Guam | Pohnpei | Îles Marshall | Îles Mariannes du Nord | Palaos | Nauru  | Chuuk |
| Guam                   |      | 77-46   | 76-56         | 86-35                  | 79-46  | 100-41 | 94-30 |
| Pohnpei                |      |         | 72-63         | 66-63                  | 50-49  | 115-33 | 93-44 |
| Marshall               |      |         |               | 59-69                  | 65-37  | 86-72  | 70-31 |
| Îles Mariannes du Nord |      |         |               |                        | 38-43  | 89-54  | 76-54 |
| Palaos                 |      |         |               |                        |        | 75-32  | 75-39 |
| Nauru                  |      |         |               |                        |        |        | 69-53 |
| Chuuk                  |      |         |               |                        |        |        |       |

| Pl. | Équipe                 | J | V | D | P   | C   | D    |
| --- | ---------------------- | - | - | - | --- | --- | ---- |
| 1   | Guam                   | 6 | 6 | 0 | 512 | 254 | +258 |
| 2   | Pohnpei                | 6 | 5 | 1 | 442 | 329 | +113 |
| 3   | Marshall               | 6 | 3 | 3 | 399 | 357 | +42  |
| 4   | Îles Mariannes du Nord | 6 | 3 | 3 | 370 | 362 | +8   |
| 5   | Palaos                 | 6 | 3 | 3 | 325 | 303 | +22  |
| 6   | Chuuk                  | 6 | 1 | 5 | 518 | 301 | -217 |
| 7   | Nauru                  | 6 | 0 | 6 | 251 | 477 | -226 |

- - Phase finale[M 35],[M 36]

|  | Demi-finales              | Demi-finales    |                        |    | Finale          | Finale          |
|  | Demi-finales              | Demi-finales    |                        |    | Finale          | Finale          |
|  |                           |                 |                        |    |                 |                 |
|  | 28 juillet 2015           | 28 juillet 2015 |                        |    | 29 juillet 2015 | 29 juillet 2015 |
|  | 28 juillet 2015           | 28 juillet 2015 |                        |    | 29 juillet 2015 | 29 juillet 2015 |
|  | 1er Guam                  | 97              |                        |    | 29 juillet 2015 | 29 juillet 2015 |
|  | 1er Guam                  | 97              |                        |    | 29 juillet 2015 | 29 juillet 2015 |
|  | 4e Îles Mariannes du Nord | 49              |                        |    | 29 juillet 2015 | 29 juillet 2015 |
|  | 4e Îles Mariannes du Nord | 49              | Guam                   | 77 |                 |                 |
|  | 28 juillet 2015           |                 | Guam                   | 77 |                 |                 |
|  |                           | Marshall        | 31                     |    |                 |                 |
|  | 2e Pohnpei                | Marshall        | 31                     | 49 |                 |                 |
|  | 2e Pohnpei                |                 |                        | 49 |                 |                 |
|  | 3e Marshall               | 57              |                        |    |                 |                 |
|  | 3e Marshall               | 57              | Match pour la 3e place |    |                 |                 |
|  |                           |                 |                        |    |                 |                 |
|  | 29 juillet 2015           |                 |                        |    |                 |                 |
|  |                           |                 |                        |    |                 |                 |
|  | Îles Mariannes du Nord    | 83              |                        |    |                 |                 |
|  | Îles Mariannes du Nord    | 83              |                        |    |                 |                 |
|  | Pohnpei                   | 59              |                        |    |                 |                 |
|  | Pohnpei                   | 59              |                        |    |                 |                 |

- Hommes

L'équipe de Yap est constituée de Yapais vivant à Pohnpei et qui ont monté une équipe lorsqu'ils ont appris que leur État d'origine n'était pas censé être représenté dans ce sport. Les basketteurs se sont entraînés quatre jours par semaine. L'équipe définitive n'était pas encore déterminée dix jours avant les Jeux.
Preston Basa, co-entraîneur de l'équipe masculine des Îles Mariannes du Nord, espère que son équipe fera mieux que sa triste sixième place lors des Jeux de 2010. Il explique que son équipe a le talent et le désir de gagner mais qu'elle doit rester concentrée et ne pas s'éloigner de son plan de jeu pour produire de bons résultats. L'équipe vise une médaille. C'est aussi le cas de Kosrae. Le meneur de jeux David Taulung, considéré avant la compétition comme un possible meilleur joueur du tournoi, en convalescence car blessé à la cheville un mois auparavant, estime que l'or est atteignable.
Cette médaille est également l'objectif de l'équipe de Guam qui n'a pas perdu un seul match depuis ses débuts aux Jeux en 1994. La victoire finale de Guam permet à Jin Han, joueur de l'équipe depuis vingt ans, de recevoir une sixième médaille d'or consécutive en basketball aux Jeux. À la fin de la finale, il est porté en triomphe par ses coéquipiers. Il annonce mettre fin à sa carrière internationale.
Lors du premier tour, les équipes en lice sont réparties en deux groupes de cinq et quatre équipes. Les quatre premiers du premier groupe et les quatre équipes du second groupe se rencontrent ensuite dans le cadre de matchs éliminatoires établis selon les classements respectifs.
- - Phase de groupe[M 28],[M 29],[M 30],[M 31],[M 32]

Groupe 1
| Résultats (dom.\ext.)  | Palaos | Îles Mariannes du Nord | Pohnpei | Chuuk | Nauru  |
| Palaos                 |        | 91-64                  | 72-65   | 62-60 | 107-60 |
| Îles Mariannes du Nord |        |                        | 83-79   | 68-65 | 97-74  |
| Pohnpei                |        |                        |         | 79-75 | 107-44 |
| Chuuk                  |        |                        |         |       | 89-53  |
| Nauru                  |        |                        |         |       |        |

| Pl. | Équipe                 | J | V | D | P   | C   | D    |
| --- | ---------------------- | - | - | - | --- | --- | ---- |
| 1   | Palaos                 | 4 | 4 | 0 | 332 | 249 | +83  |
| 2   | Îles Mariannes du Nord | 4 | 3 | 1 | 312 | 309 | +3   |
| 3   | Pohnpei                | 4 | 2 | 2 | 330 | 274 | +56  |
| 4   | Chuuk                  | 4 | 1 | 3 | 289 | 262 | +27  |
| 5   | Nauru                  | 4 | 0 | 4 | 231 | 400 | -169 |

Groupe 2
| Résultats (dom.\ext.) | Guam | Marshall | Kosrae | Yap     |
| Guam                  |      | 97-61    | 73-62  | 107-61  |
| Îles Marshall         |      |          | 77-67  | 116-104 |
| Kosrae                |      |          |        | 114-40  |
| Yap                   |      |          |        |         |

| Pl. | Équipe   | J | V | D | P   | C   | D    |
| --- | -------- | - | - | - | --- | --- | ---- |
| 1   | Guam     | 3 | 3 | 0 | 277 | 184 | +93  |
| 2   | Marshall | 3 | 2 | 1 | 254 | 268 | -14  |
| 3   | Kosrae   | 3 | 1 | 2 | 243 | 190 | +53  |
| 4   | Yap      | 3 | 0 | 3 | 205 | 337 | -132 |

- - Phase finale[M 33],[M 34],[M 35],[M 36]

|  | Quarts de finale                | Quarts de finale |                 |                 | Demi-finales           | Demi-finales           |    |  | Finale          | Finale          |
|  | Quarts de finale                | Quarts de finale |                 |                 | Demi-finales           | Demi-finales           |    |  | Finale          | Finale          |
|  |                                 |                  |                 |                 |                        |                        |    |  |                 |                 |
|  | 26 juillet 2015                 | 26 juillet 2015  |                 |                 | 28 juillet 2015        | 28 juillet 2015        |    |  | 29 juillet 2015 | 29 juillet 2015 |
|  | 26 juillet 2015                 | 26 juillet 2015  |                 |                 | 28 juillet 2015        | 28 juillet 2015        |    |  | 29 juillet 2015 | 29 juillet 2015 |
|  | 1er Gr. 2 Guam                  | 83               |                 |                 | 28 juillet 2015        | 28 juillet 2015        |    |  | 29 juillet 2015 | 29 juillet 2015 |
|  | 1er Gr. 2 Guam                  | 83               |                 |                 | 28 juillet 2015        | 28 juillet 2015        |    |  | 29 juillet 2015 | 29 juillet 2015 |
|  | 4e Gr. 1 Chuuk                  | 51               |                 |                 | 28 juillet 2015        | 28 juillet 2015        |    |  | 29 juillet 2015 | 29 juillet 2015 |
|  | 4e Gr. 1 Chuuk                  | 51               | Guam            | 78              |                        |                        |    |  | 29 juillet 2015 | 29 juillet 2015 |
|  | 26 juillet 2015                 |                  | Guam            | 78              |                        |                        |    |  | 29 juillet 2015 | 29 juillet 2015 |
|  |                                 | Kosrae           | 60              |                 |                        |                        |    |  | 29 juillet 2015 | 29 juillet 2015 |
|  | 2e Gr. 1 Îles Mariannes du Nord | Kosrae           | 60              | 64              |                        |                        |    |  | 29 juillet 2015 | 29 juillet 2015 |
|  | 2e Gr. 1 Îles Mariannes du Nord |                  |                 | 64              |                        |                        |    |  | 29 juillet 2015 | 29 juillet 2015 |
|  | 3e Gr. 2 Kosrae                 | 70               |                 |                 |                        |                        |    |  | 29 juillet 2015 | 29 juillet 2015 |
|  | 3e Gr. 2 Kosrae                 | 70               | Guam            | 88              |                        |                        |    |  |                 |                 |
|  | 26 juillet 2015                 |                  | Guam            | 88              |                        |                        |    |  |                 |                 |
|  |                                 | Îles Marshall    | 50              |                 |                        |                        |    |  |                 |                 |
|  | 2e Gr. 2 Marshall               | Îles Marshall    | 50              | 69              |                        |                        |    |  |                 |                 |
|  | 2e Gr. 2 Marshall               | 28 juillet 2015  |                 | 69              |                        |                        |    |  |                 |                 |
|  | 3e Gr. 1 Pohnpei                | 52               |                 |                 |                        |                        |    |  |                 |                 |
|  | 3e Gr. 1 Pohnpei                | 52               | Marshall        | 69              |                        |                        |    |  |                 |                 |
|  | 26 juillet 2015                 | 26 juillet 2015  | Marshall        | 69              | Match pour la 3e place | Match pour la 3e place |    |  |                 |                 |
|  | 26 juillet 2015                 | 26 juillet 2015  |                 | Palaos          | Match pour la 3e place | Match pour la 3e place | 64 |  |                 |                 |
|  | 1er Gr. 1 Palaos                | 119              | 29 juillet 2015 | 29 juillet 2015 |                        |                        | 64 |  |                 |                 |
|  | 1er Gr. 1 Palaos                | 119              | 29 juillet 2015 | 29 juillet 2015 |                        |                        |    |  |                 |                 |
|  | 4e Gr. 2 Yap                    | 67               |                 | Kosrae          | 70                     |                        |    |  |                 |                 |
|  | 4e Gr. 2 Yap                    | 67               |                 | Kosrae          | 70                     |                        |    |  |                 |                 |
|  |                                 |                  |                 |                 |                        |                        |    |  | Palaos          | 72              |
|  |                                 |                  |                 |                 |                        |                        |    |  | Palaos          | 72              |

- - Matchs de classement

|  | Tour de classement     | Tour de classement     |                        |    | Match pour la 5e place | Match pour la 5e place |
|  | Tour de classement     | Tour de classement     |                        |    | Match pour la 5e place | Match pour la 5e place |
|  |                        |                        |                        |    |                        |                        |
|  | 27 juillet 2015        | 27 juillet 2015        |                        |    | 28 juillet 2015        | 28 juillet 2015        |
|  | 27 juillet 2015        | 27 juillet 2015        |                        |    | 28 juillet 2015        | 28 juillet 2015        |
|  | Chuuk                  | 58                     |                        |    | 28 juillet 2015        | 28 juillet 2015        |
|  | Chuuk                  | 58                     |                        |    | 28 juillet 2015        | 28 juillet 2015        |
|  | Pohnpei                | 85                     |                        |    | 28 juillet 2015        | 28 juillet 2015        |
|  | Pohnpei                | 85                     | Pohnpei                | 86 |                        |                        |
|  |                        |                        | Pohnpei                | 86 |                        |                        |
|  |                        | Îles Mariannes du Nord | 65                     |    |                        |                        |
|  | Îles Mariannes du Nord | Îles Mariannes du Nord | 65                     | 92 |                        |                        |
|  | Îles Mariannes du Nord |                        |                        | 92 |                        |                        |
|  | Yap                    | 85                     |                        |    |                        |                        |
|  | Yap                    | 85                     | Match pour la 7e place |    |                        |                        |
|  |                        |                        |                        |    |                        |                        |
|  | 28 juillet 2015        |                        |                        |    |                        |                        |
|  |                        |                        |                        |    |                        |                        |
|  | Chuuk                  | 85                     |                        |    |                        |                        |
|  | Chuuk                  | 85                     |                        |    |                        |                        |
|  | Yap                    | 101                    |                        |    |                        |                        |
|  | Yap                    | 101                    |                        |    |                        |                        |

### Football
Le football apparaît pour la première fois aux Jeux de la Micronésie. La compétition est exclusivement masculine. Elle se déroule du 25 au 29 juillet sur le terrain de football du stade du PICS Track and Field dans la municipalité de Nett sur l'île de Pohnpei. L'équipe des Palaos doit sa présence à une opération de financement participatif lancée par le joueur de l'équipe Reklai Mitchell et ayant permis de récolter 3 275 $ sur les 5 000 $ nécessaires, la différence ayant été comblée par les footballeurs eux-mêmes. Les pluies tropicales et les grenouilles géantes abîment considérablement le terrain mais les rencontres ont tout de même lieu. Le Paluan Reklai Mitchell termine meilleur buteur de la compétition. L'équipe de Pohnpei, favorite de la compétition, conquiert la médaille d'or devant Palaos et la surprenante équipe de Chuuk,,,,,.
- Premier tour

Lors du premier tour, du 25 au 27 juillet, les quatre équipes en lice se rencontrent dans le cadre d'un tournoi toutes rondes. Le classement final détermine les matches pour l'obtention des médailles lors du tour suivant. En cas d'égalité de points, la différence de buts générale est prise en compte.
| Résultats | Pohnpei | Palaos | Yap | Chuuk |
| Pohnpei   |         | 3-1    | 4-0 | 3-2   |
| Palaos    |         |        | 2-2 | 5-0   |
| Yap       |         |        |     | 3-2   |
| Chuuk     |         |        |     |       |

| Pl. | Équipe  | J | V | N | D | P  | C  | D  |
| --- | ------- | - | - | - | - | -- | -- | -- |
| 1   | Pohnpei | 3 | 3 | 0 | 0 | 10 | 3  | +7 |
| 2   | Palaos  | 3 | 1 | 1 | 1 | 8  | 5  | +3 |
| 3   | Yap     | 3 | 1 | 1 | 1 | 5  | 8  | -3 |
| 4   | Chuuk   | 3 | 0 | 0 | 3 | 4  | 11 | -7 |

- Matchs pour les médailles

Le classement du premier tour conditionne les rencontres du second tour et l'accès aux médailles. Les troisième et quatrième se disputent la médaille de bronze et les premier et deuxième la médaille d'or.
Match pour la médaille de bronze
| 28 juillet 2015 | Yap | 1 - 3 | Chuuk |  |  |
|                 |     |       |       |  |  |

Match pour la médaille d'or
| 29 juillet 2015 | Palaos | 1 - 3 | Pohnpei |  |  |
|                 |        |       |         |  |  |

### Haltérophilie
Les épreuves d'haltérophilie se déroulent les 24 et 25 juillet au COM-FSM National Campus Gymnasium Complex à Palikir sur l'île de Pohnpei. Chaque délégation ne peut inscrire qu'un maximum de huit haltérophiles chez les hommes et de sept chez les femmes. Dans chaque catégorie de poids, les deux épreuves — l'arraché et l'épaulé-jeté — ainsi que le total soulevé donnent droit à des médailles.
Terry Sasser, entraîneur des haltérophiles des Îles Marshall déclare avant la compétition que ses athlètes, dont la plupart sont des adolescents, ont battu neuf records d'haltérophilie des Jeux de la Micronésie lors des séances d'entraînement à Majuro, records détenus par des haltérophiles de Nauru depuis 1998, à une époque où ceux-ci constituaient la force motrice de l'haltérophilie régionale. L'équipe de dix membres de la délégation comprend deux jeunes femmes qui ont brillé en 2013 lors des championnats combinés d'Océanie et du Pacifique sud. Mathlynn Jacob-Sasser, dix-sept ans, y a ainsi remporté une médaille d'argent et quatre médailles d'or dans la catégorie des moins de 58 kg et Lomina Tibon, dix-neuf ans, quatre médailles d'or en moins de 48 kg. Cette dernière a été nommée « Haltérophile junior remarquable » pour les deux tournois. Terry Sasser annonce que ceux qui voudront voir des médailles n'auront qu'à venir à l'aéroport le 28 juillet au retour des Jeux.
La délégation des îles Marshall avec vingt médailles d'or, quatre médailles d'argent et six médailles de bronze est la plus médaillée devant celle de Yap avec quatorze médailles d'or, treize médailles d'argent et onze médailles de bronze. Les haltérophiles des Palaos se classent en troisième position avec quatre médailles en or, huit en argent et quatre en bronze. Les trente médailles des îles Marshall correspondent au plus grand nombre de récompenses obtenu dans cette discipline par la délégation depuis la création de Jeux. L'ensemble de ses athlètes a gagné trois médailles. Manuel Minginfel remporte pour la quatrième fois consécutive trois médailles d'or.
- Femmes[21]

| Épreuve     | Or                                | Or     | Argent                     | Argent | Bronze                    | Bronze |
| 48 kg       | 48 kg                             | 48 kg  | 48 kg                      | 48 kg  | 48 kg                     | 48 kg  |
| ----------- | --------------------------------- | ------ | -------------------------- | ------ | ------------------------- | ------ |
| Arraché     | Lomina Tibon Îles Marshall        | 60 kg  | Ricci Daniel Nauru         | 36 kg  | Anita Timan Yap           | 30 kg  |
| Épaulé-jeté | Lomina Tibon Îles Marshall        | 80 kg  | Ricci Daniel Nauru         | 48 kg  | Anita Timan Yap           | 37 kg  |
| Total       | Lomina Tibon Îles Marshall        | 140 kg | Ricci Daniel Nauru         | 84 kg  | Anita Timan Yap           | 67 kg  |
| 53 kg       |                                   |        |                            |        |                           |        |
| Arraché     | Marine Violet Burns Îles Marshall | 53 kg  | Chanity Lare Îles Marshall | 43 kg  | Mellicent Yaltineg Jr Yap | 35 kg  |
| Épaulé-jeté | Marine Violet Burns Îles Marshall | 65 kg  | Chanity Lare Îles Marshall | 53 kg  | Mellicent Yaltineg Jr Yap | 47 kg  |
| Total       | Marine Violet Burns Îles Marshall | 118 kg | Chanity Lare Îles Marshall | 93 kg  | Mellicent Yaltineg Jr Yap | 82 kg  |
| 63 kg       |                                   |        |                            |        |                           |        |
| Arraché     | Mathlynn Sasser Îles Marshall     | 70 kg  | Grace Tamag Yap            | 45 kg  | —                         |        |
| Épaulé-jeté | Mathlynn Sasser Îles Marshall     | 95 kg  | Grace Tamag Yap            | 50 kg  | —                         |        |
| Total       | Mathlynn Sasser Îles Marshall     | 165 kg | Grace Tamag Yap            | 95 kg  | —                         |        |
| 69 kg       |                                   |        |                            |        |                           |        |
| Arraché     | Alexandra Patris Palaos           | 71 kg  | Regina Medgeg Yap          | 50 kg  | —                         |        |
| Épaulé-jeté | Alexandra Patris Palaos           | 95 kg  | Regina Medgeg Yap          | 60 kg  | —                         |        |
| Total       | Alexandra Patris Palaos           | 166 kg | Regina Medgeg Yap          | 100 kg | —                         |        |
| 75 kg       |                                   |        |                            |        |                           |        |
| Arraché     | Loretta Tinan Yap                 | 37 kg  | Marleen Jack Pohnpei       | 25 kg  | —                         |        |
| Épaulé-jeté | Loretta Tinan Yap                 | 46 kg  | Marleen Jack Pohnpei       | 42 kg  | —                         |        |
| Total       | Loretta Tinan Yap                 | 83 kg  | Marleen Jack Pohnpei       | 67 kg  | —                         |        |
| +75 kg      |                                   |        |                            |        |                           |        |
| Arraché     | Maria Fathangin Yap               | 65 kg  | Lynette Franz Palaos       | 45 kg  | —                         |        |
| Épaulé-jeté | Maria Fathangin Yap               | 89 kg  | Lynette Franz Palaos       | 60 kg  | —                         |        |
| Total       | Maria Fathangin Yap               | 154 kg | Lynette Franz Palaos       | 105 kg | —                         |        |

- Hommes[21]

| Épreuve     | Or                                         | Or     | Argent                                   | Argent | Bronze                                  | Bronze |
| 52 kg       | 52 kg                                      | 52 kg  | 52 kg                                    | 52 kg  | 52 kg                                   | 52 kg  |
| ----------- | ------------------------------------------ | ------ | ---------------------------------------- | ------ | --------------------------------------- | ------ |
| Arraché     | Patterson River Îles Marshall              | 70 kg  | Kius P. You Yap                          | 65 kg  | Russel Kintoki Palaos                   | 57 kg  |
| Épaulé-jeté | Patterson River Îles Marshall              | 88 kg  | Kius P. You Yap                          | 80 kg  | Russel Kintoki Palaos                   | 72 kg  |
| Total       | Patterson River Îles Marshall              | 158 kg | Kius P. You Yap                          | 145 kg | Russel Kintoki Palaos                   | 129 kg |
| 62 kg       |                                            |        |                                          |        |                                         |        |
| Arraché     | Peter Enoch Îles Marshall                  | 95 kg  | Raymond Santos Îles Mariannes du Nord    | 92 kg  | Switon Batin Jr Îles Marshall           | 75 kg  |
| Épaulé-jeté | Peter Enoch Îles Marshall                  | 123 kg | Raymond Santos Îles Mariannes du Nord    | 120 kg | Switon Batin Jr Îles Marshall           | 100 kg |
| Total       | Peter Enoch Îles Marshall                  | 218 kg | Raymond Santos Îles Mariannes du Nord    | 212 kg | Switon Batin Jr Îles Marshall           | 175 kg |
| 69 kg       |                                            |        |                                          |        |                                         |        |
| Arraché     | Manuel Minginfel Yap                       | 121 kg | Stevick Patris Palaos                    | 117 kg | Ronnie Pedro Palaos                     | 86 kg  |
| Épaulé-jeté | Manuel Minginfel Yap                       | 153 kg | Stevick Patris Palaos                    | 146 kg | Johnathon Yum Yap                       | 110 kg |
| Total       | Manuel Minginfel Yap                       | 274 kg | Stevick Patris Palaos                    | 263 kg | Johnathon Yum Yap                       | 186 kg |
| 77 kg       |                                            |        |                                          |        |                                         |        |
| Arraché     | Maverick Faustino Palaos                   | 100 kg | Loir Tamare Îles Marshall                | 96 kg  | Salvi Villenueva Îles Mariannes du Nord | 86 kg  |
| Épaulé-jeté | Loir Tamare Îles Marshall                  | 128 kg | Maverick Faustino Palaos                 | 117 kg | Salvi Villenueva Îles Mariannes du Nord | 115 kg |
| Total       | Loir Tamare Îles Marshall                  | 224 kg | Maverick Faustino Palaos                 | 217 kg | Salvi Villenueva Îles Mariannes du Nord | 201 kg |
| 85 kg       |                                            |        |                                          |        |                                         |        |
| Arraché     | Kabuati Silas Bob Îles Marshall            | 111 kg | Leonardo Apelo Jr Îles Mariannes du Nord | 100 kg | Jason Galam Yap                         | 90 kg  |
| Épaulé-jeté | Kabuati Silas Bob Îles Marshall            | 150 kg | Leonardo Apelo Jr Îles Mariannes du Nord | 141 kg | Jason Galam Yap                         | 115 kg |
| Total       | Kabuati Silas Bob Îles Marshall            | 261 kg | Leonardo Apelo Jr Îles Mariannes du Nord | 241 kg | Jason Galam Yap                         | 205 kg |
| 94 kg       |                                            |        |                                          |        |                                         |        |
| Arraché     | Tango Taleka Nauru                         | 112 kg | Fidelis Falmed Yap                       | 111 kg | Mack Capelle Îles Marshall              | 95 kg  |
| Épaulé-jeté | Fidelis Falmed Yap                         | 150 kg | Tango Taleka Nauru                       | 141 kg | Mack Capelle Îles Marshall              | 120 kg |
| Total       | Fidelis Falmed Yap                         | 261 kg | Tango Taleka Nauru                       | 253 kg | Mack Capelle Îles Marshall              | 215 kg |
| 105 kg      |                                            |        |                                          |        |                                         |        |
| Arraché     | David Barnhouse Jr. Îles Mariannes du Nord | 112 kg | Junior Yoruw Yap                         | 85 kg  | —                                       |        |
| Épaulé-jeté | David Barnhouse Jr. Îles Mariannes du Nord | 118 kg | Junior Yoruw Yap                         | 108 kg | —                                       |        |
| Total       | David Barnhouse Jr. Îles Mariannes du Nord | 193 kg | Junior Yoruw Yap                         | 193 kg | —                                       |        |
| +105 kg     |                                            |        |                                          |        |                                         |        |
| Arraché     | Daniel Ramngen Yap                         | 86 kg  | Burton Charley Pohnpei                   | 85 kg  | Dwight Phillip Kosrae                   | 80 kg  |
| Épaulé-jeté | Daniel Ramngen Yap                         | 110 kg | Burton Charley Pohnpei                   | 95 kg  | —                                       |        |
| Total       | Daniel Ramngen Yap                         | 196 kg | Burton Charley Pohnpei                   | 180 kg | —                                       |        |

### Lutte
Trois styles de lutte sont proposés lors des Jeux, les 21, 22 et 23 juillet : la lutte gréco-romaine, exclusivement masculine, la lutte libre et la lutte de plage pour les deux sexes. Les deux premières disciplines se déroulent au COM-FSM National Campus Gymnasium complex à Palikir, la troisième dans l'enceinte du campus mais en extérieur,. Chaque délégation peut inscrire un maximum de vingt-et-un lutteurs à raison, normalement, de un par catégorie de poids avec un maximum de sept lutteurs par style. Dans les faits, cette limitation n'est pas respectée. Seules les îles Mariannes du Nord et Guam n'inscrivent pas de lutteur.
La délégation des Îles Marshall escompte remporter entre seize et dix-huit médailles. Son représentant le plus âgé, Waylon Muller, 42 ans, a remporté deux médailles d'or à chaque Jeux de la Micronésie depuis l'édition de 1994. Il espère rester invaincu lors de la compétition et ainsi prouver qu'il peut gagner la bataille contre l'âge. Handicapé par une déchirure du ménisque opérée il y a peu, sa récupération a été difficile mais il affirme être prêt à concourir. Il a pleinement confiance dans le programme de formation de l'équipe et dans le travail apporté quelques semaines avant les Jeux par l'entraîneur de lutte sud-coréen Young Ho Ko, qui fut médaillé d'or pendant les Jeux asiatiques. Waylon Muller n'obtient finalement qu'une médaille de bronze en lutte libre.
La délégation de Pohnpei est la plus récompensée avec treize médailles d'or, dix en argent et dix en bronze. Palaos vient en deuxième position avec huit médailles en or, deux en argent et six en bronze, et les îles Marshall en troisième avec trois médailles en or, six en argent et cinq en bronze. Chez les femmes, la marshallaise Llania Ali Keju remporte trois titres. Chez les hommes, le paluan Florian Skilang Temengil s'adjuge trois médailles d'or et une médaille d'argent, le pohnpeien Ryan Ifamilik trois médailles d'or.

#### Lutte gréco-romaine
Les épreuves de lutte gréco-romaine, exclusivement masculines, se déroulent le 21 juillet. Sept délégations sont inscrites pour un total de trente-sept lutteurs,. Elles comportent huit catégories de poids rassemblant entre deux et sept lutteurs. Lorsqu'une catégorie de poids compte cinq lutteurs ou moins, ceux-ci s'affrontent les uns les autres et le vainqueur est celui ayant accumulé le plus de points. Une seule médaille de bronze est alors attribuée. Dans les catégories de poids avec six ou sept lutteurs, dans chaque moitié de tableau, les lutteurs ayant perdu contre l'un des deux finalistes, combattent entre eux pour l'une des deux médailles de bronze mises en jeu. Les Palaos avec trois médailles d'or et quatre médailles de bronze sont les plus médaillés.
| Or                                 | Argent                           | Bronze                     | Bronze                       |
| 59 kg                              |                                  |                            |                              |
| Christian Nicolescu Palaos         | Carthney J. Laukon Îles Marshall | Christopher Nedeleec Chuuk | Risky Predrick Pohnpei       |
| 66 kg                              |                                  |                            |                              |
| Jarvis Sadam Blesam Tarkong Palaos | Lowe Bingham Nauru               | Romeo Suwei Pohnpei        | John Tulensru Kosrae         |
| 71 kg                              |                                  |                            |                              |
| Richard Nakasone Pohnpei           | Ring Clarence Îles Marshall      | James Kinto Dydasco Palaos | Junior Thomas Wichilbuch Yap |
| 75 kg                              |                                  |                            |                              |
| Kenneth Z. Mike Kosrae             | Macferson Ioanis Pohnpei         | Joe Mavrick Haflei Yap     | Gerome Petrus Palaos         |
| 80 kg                              |                                  |                            |                              |
| Gino Wichilyang Pohnpei            | Giveme Cheipot Chuuk             | Itunegelbai Bells Palaos   | —                            |
| 85 kg                              |                                  |                            |                              |
| Dukay Tairuwepiy Yap               | Bapiano Toanis Yap               | Irakl Lord Uong Palaos     | —                            |
| 98 kg                              |                                  |                            |                              |
| J.K. Kaminanga Chuuk               | Kun Killin Kosrae                | James Tatogmai Jr. Yap     | —                            |
| 130 kg                             |                                  |                            |                              |
| Florian Skilang Temengil Palaos    | Mordein Louis Pohnpei            | —                          | —                            |

#### Lutte libre
Les épreuves de lutte libre féminines et masculines se tiennent le 22 juillet et comprennent chacune huit catégories de poids.
- Femmes

Du fait de l'absence d'adversaire, les six lutteuses de Pohnpei inscrites dans les six premières catégories de poids remportent la médaille d'or : Anenette Ioanis (48 kg), Ashley Martine (53 kg), Betty Sillo (55 kg), Maxine Ioanis (58 kg), Vicky-Ann Nick (60 kg), Annie Dolon (63 kg). La catégorie des 69 kg ne comporte que deux femmes : Llania Ali Keju des îles Marshall remporte son combat contre Besty Sillo de Pohnpei, donc respectivement médaillées d'or et d'argent. Trois femmes sont inscrites dans la catégorie des 75 kg. Elles combattent les unes contre les autres pour les trois médailles en jeu. Samantha Rechelluul de Palaos est première devant Angeline Tom de Pohnpei et Piolani Tartius des îles Marshall,.
- Hommes

Sept délégations sont inscrites pour un total de quarante-trois lutteurs répartis dans les huit catégories de poids comprenant de trois à sept participants. Lorsqu'une catégorie de poids compte cinq lutteurs ou moins, ceux-ci s'affrontent les uns les autres et le vainqueur est celui ayant accumulé le plus de points. Une seule médaille de bronze est alors attribuée. Dans les catégories de poids avec six ou sept lutteurs, dans chaque moitié de tableau, les lutteurs ayant perdu contre l'un des deux finalistes, combattent entre eux pour l'une des deux médailles de bronze mises en jeu.
Les Palaos avec trois médailles d'or, une médaille d'argent et une médaille de bronze sont les plus récompensés
| Or                                 | Argent                           | Bronze                         | Bronze                      |
| 57 kg                              |                                  |                                |                             |
| Risky Predrick Pohnpei             | Paul Gibay Yap                   | Joearson Nena Kosrae           | —                           |
| 61 kg                              |                                  |                                |                             |
| Christian Nicolescu Palaos         | Carthney J. Laukon Îles Marshall | Elias Garayog Yap              | Lowe Bingham Nauru          |
| 65 kg                              |                                  |                                |                             |
| Jarvis Sadam Blesam Tarkong Palaos | Fredrick Hesa Îles Marshall      | John Tulensru Kosrae           | —                           |
| 70 kg                              |                                  |                                |                             |
| Ryan Ifamilik Pohnpei              | J. Wichilbuch Yap                | Solomon Tohejale Îles Marshall | —                           |
| 74 kg                              |                                  |                                |                             |
| Kenneth Z. Mike Kosrae             | Baker Hairens Pohnpei            | Joe Mavrick Haflei Yap         | Gerome Petrus Palaos        |
| 86 kg                              |                                  |                                |                             |
| Patrick Zakias Mike Kosrae         | Itungelbai Bells Palaos          | Giveme Cheipot Chuuk           | Waylon Muller Îles Marshall |
| 97 kg                              |                                  |                                |                             |
| J.K. Kaminanga Chuuk               | Dallas Milne Îles Marshall       | Irakl Lord Uong Palaos         | —                           |
| 125 kg                             |                                  |                                |                             |
| Florian Skilang Temengil Palaos    | Siaumau Filoitofi Îles Marshall  | Mordein Louis Pohnpei          | —                           |

#### Lutte de plage
Les compétitions de lutte de plage masculine et féminine se déroulent le 23 juillet. Elles comportent une première phase de compétition donnant droit à l'attribution de trois médailles par catégorie de poids et une seconde phase lors de laquelle les meilleurs de chaque catégorie se rencontrent pour de nouvelles médailles. La délégation de Pohnpei remporte le plus de récompenses avec trois titres, cinq médailles en argent et sept en bronze.
- Par catégories de poids

La compétition comporte pour chaque sexe deux catégories de poids. Au sein de chacune d'entre elles est attribuée trois médailles. Sept femmes concourent dans la catégorie des moins −70 kg contre quatre dans les +70 kg. Un total de vingt-neuf compétiteurs est inscrit dans la catégorie masculine des −85 kg contre douze dans celles des +85 kg.
| Catégories      | Or                              | Argent               | Bronze                        | Bronze                 |
| Femmes (−70 kg) | Llania Ali Keju Îles Marshall   | Annie Dolon Pohnpei  | Anenette Ioanis Pohnpei       | Betsy Sillo Pohnpei    |
| Femmes (+70 kg) | Angeline Tom Pohnpei            | Marleen Jack Pohnpei | Piolani Tartus Îles Marshall  | —                      |
| Hommes (−85 kg) | Ryan Ifamilik Pohnpei           | Parson Pelep Pohnpei | Solomon Tohejal Îles Marshall | Risky Predrick Pohnpei |
| Hommes (+85 kg) | Florian Skilang Temengil Palaos | Emelio Mikel Pohnpei | Bapiano Ioanis Pohnpei        | Berman Elias Pohnpei   |

- Sans catégories de poids

Les premiers lutteurs et lutteuses de chaque catégorie se rencontrent pour l'obtention d'une médaille d'or toutes catégories, les deuxièmes pour une médaille de bronze. Dans la finale masculine pour l'or, Emelio Mike est déclaré vainqueur à la suite du forfait sur blessure de Florian Skilang Temengil.
| Épreuves | Or                            | Argent                          | Bronze               |
| Femmes   | Llania Ali Keju Îles Marshall | Angeline Tom Pohnpei            | Marleen Jack Pohnpei |
| Hommes   | Ryan Ifamilik Pohnpei         | Florian Skilang Temengil Palaos | Emelio Mikel Pohnpei |

### Micronesian all around
Le micronesian all around est une discipline consistant en la combinaison de plusieurs activités caractéristiques de la Micronésie. La compétition comprend cinq épreuves pour les hommes et quatre pour les femmes. Elle est disputée sur deux jours lors de ces jeux, les 24 et 25 juillet. Les deux premières épreuves, terrestres, se tiennent le premier jour au Spanish wall park, les deux dernières, aquatiques, le lendemain à Nett Point dans la municipalité de Nett,,. Chaque délégation ne peut inscrire qu'un maximum de deux concurrents de chaque sexe. La délégation de Pohnpei accumule les podiums en ayant ses quatre athlètes sur les podiums et s'adjuge deux médailles d'or, une en argent et une bronze. Palaos obtient une médaille en argent et une en bronze.
La première épreuve n'est pratiquée que par les hommes. Elle consiste en l'ascension et la descente successive de trois cocotiers jusqu'à une cloche fixée à 20 pieds (≈6 m) de hauteur. La deuxième épreuve consiste à réaliser le plus rapidement, pour les femmes, deux opérations : le pelage de dix noix de coco en utilisant seulement un pieu taillé en pointe, sans laisser de fibres autour de la coque, puis la découpe de cinq noix de coco avec un coupe-coupe suivi du râpage de la chair des dix moitiés avec une lame métallique. Les hommes n'ont à pratiquer que le pelage. Pour la troisième épreuve, les participants courent sur dix mètres, plongent dans l'eau pour nager 100 pieds (≈30,5 m), nagent en apnée sous l'eau sur 25 pieds (≈7,6 m), font sonner une cloche puis reviennent en nageant puis en courant à leur point de départ. L'impossibilité de réaliser la distance en apnée entraîne un décompte de cinq points. Le lancer de lance constitue la quatrième épreuve : chaque concurrent doit atteindre trois noix de coco disposées à 10, 15 et 20 pieds (≈3, 4,5 et 6 m) de distance. Ils disposent d'un lancer d'essai préalablement à leurs trois lancers. La lance doit rester plantée dans le fruit. La cinquième épreuve est une plongée en apnée : chaque sportif doit récupérer un par un cinq objets à une profondeur de 10 à 15 pieds (≈3 à 4,5 m) pieds pour les hommes, de 8 à 10 pieds (≈2,4 à 3 m) pour les femmes et les ramener à la surface. Le temps du concurrent est décompté à partir du moment où il plonge.
- Femmes

La compétition rassemble quatre femmes. La paluanne Maria Teruzi ne participe pas aux deux dernières épreuves.
| Concurrent,             | Pelage/grattage | Pelage/grattage | Lancer de lance | Lancer de lance | Plongée | Plongée | Course/nage/plongée | Course/nage/plongée | Total  | Médailles |
| Hadleen Ardos Pohnpei   | 7 min 33 s 33   | 20 pts          | 20 pts          | 18 pts          | 53 s 06 | 19 pts  | 1 min 25 s 59       | 20 pts              | 77 pts |           |
| Rayjean Gilmete Pohnpei | 8 min 43 s 91   | 19 pts          | 30 pts          | 20 pts          | 58 s 87 | 18 pts  | 1 min 29 s 37       | 19 pts              | 76 pts |           |
| Joy Ngirngesis Palaos   | 9 min 30 s 19   | 17 pts          | 30 pts          | 20 pts          | 42 s 01 | 20 pts  | 1 min 36 s 83       | 18 pts              | 75 pts |           |
| Maria Teruzi Palaos     | 9 min 14 s 60   | 18 pts          | 10 pts          | 17 pts          | Forfait |         | Forfait             |                     | 35 pts | 4e        |

- Hommes

La compétition masculine rassemble six participants.
| Concurrent                 | Montée de cocotier | Montée de cocotier | Pelage        | Pelage | Lancer de lance | Lancer de lance | Plongée    | Plongée | Course/nage/plongée | Course/nage/plongée | Total  | Médailles |
| Eugene Alfons Pohnpei      | 34 s 71            | 18 pts             | 54 s 91       | 20 pts | 90 pts          | 20 pts          | 39 s 94    | 17 pts  | 1 min 0 s 46        | 18 pts              | 93 pts |           |
| Joseph Roman Palaos        | 27 s 52            | 20 pts             | 2 min 39 s 45 | 17 pts | 40 pts          | 19 pts          | 42 s 94    | 16 pts  | 59 s 14             | 19 pts              | 91 pts |           |
| William Route Pohnpei      | 34 s 51            | 19 pts             | 1 min 11 s 83 | 14 pts | 30 pts          | 18 pts          | 39 s 59    | 19 pts  | 55 s 26             | 20 pts              | 90 pts |           |
| Batin Lakmej Îles Marshall | 44 s 75            | 15 pts             | 2 min 18 s 32 | 18 pts | 30 pts          | 18 pts          | 39 s 60    | 18 pts  | 1 min 14 s 33       | 16 pts              | 85 pts | 4e        |
| Junior Skebong Palaos      | 35 s 57            | 17 pts             | 2 min 15 s 88 | 19 pts | 30 pts          | 18 pts          | 1 min 59 s | 15 pts  | 1 min 33 s 28       | 15 pts              | 84 pts | 5e        |
| Neil Likemij Îles Marshall | 34 s 94            | 16 pts             | 1 min 17 s 91 | 14 pts | 20 pts          | 17 pts          | 39 s 40    | 20 pts  | 1 min 2 s 90        | 17 pts              | 84 pts | 5e        |

### Natation
La compétition de natation a lieu du 21 au 23 juillet dans le bassin de 25 m à six lignes d'eau du FSMNOC Swimming Pool à Nett sur l'île de Pohnpei. Chaque délégation peut inscrire jusqu'à 24 athlètes, avec un maximum de trois par épreuve, et un seul relais par épreuve. Les six meilleurs nageurs des qualifications accèdent à la finale avec un maximum de deux par délégation. Les épreuves du 400 m, du 800 m et du 1 500 m se concourent directement en finale, mais si plus de six participants sont inscrits, les médailles sont attribuées aux meilleurs temps des courses. Un total de 59 hommes et 47 femmes concourent. Les deux plus jeunes nageurs, âgés de dix ans, tous deux inspirés par leur mère et leur sœur respectives, représentent les Îles Marshall.
La délégation de Guam écrase la compétition en remportant 30 médailles en or, dix-sept en argent et huit médailles en bronze. Les îles Marshall arrivent loin derrière avec sept médailles en or, douze en argent et quinze en bronze alors qu'elles en avaient obtenu vingt-trois en or, sept en argent et cinq en bronze en 2010.
Le Kuam news note la camaraderie entre les nageurs des différentes délégations.
- Femmes

L'athlète féminine la plus récompensée est la guaméenne Pilar Shimizu avec huit médailles d'or et une médaille d'argent devant deux marshallaises, Anne-Marie Hepler (trois en or, trois en argent, trois en bronze), Colleen Furgeson (trois en or, deux en argent et trois en bronze) et la mariannaise Victoria Chentsova (trois en or et une en bronze). Pilar Shimizu est nommée athlète féminin des Jeux.
| Épreuves ,                    | Or                                                                                           | Argent                                                                                          | Bronze                                                                                       |
| 50 m nage libre               | Pilar Shimizu Guam 30 s 59                                                                   | Ann-Marie Hepler Îles Marshall 32 s 74                                                          | Colleen Furgeson Îles Marshall 32 s 91                                                       |
| 50 m papillon                 | Anne-Marie Hepler Îles Marshall 30 s 59                                                      | Angela Kendrick Îles Marshall 32 s 74                                                           | Mineri Gomez Guam 32 s 91                                                                    |
| 50 m dos                      | Colleen Furgeson Îles Marshall 33 s 64                                                       | Ann-Marie Hepler Îles Marshall 33 s 65                                                          | Debra Daniel Pohnpei 33 s 99                                                                 |
| 50 m brasse                   | Pilar Shimizu Guam 34 s 49                                                                   | Romellen Maido Palaos 37 s 45                                                                   | Ann-Marie Hepler Îles Marshall 39 s 91                                                       |
| 100 m nage libre              | Pilar Shimizu Guam 1 min 1 s 37                                                              | Ann-Marie Hepler Îles Marshall 1 min 3 s 86                                                     | Victoria Chentsova Îles Mariannes du Nord 1 min 4 s 37                                       |
| 100 m papillon                | Ann-Marie Hepler Îles Marshall 1 min 11 s 53                                                 | Dirngulbai Misech Palaos 1 min 16 s 84                                                          | Angela Kendrick Îles Marshall 1 min 17 s 66                                                  |
| 100 m dos                     | Debra Daniel Pohnpei 1 min 13 s 77                                                           | Colleen Fergeson Îles Marshall 1 min 14 s 15                                                    | Madison Packbier Guam 1 min 15 s 23                                                          |
| 100 m brasse                  | Pilar Shimizu Guam 1 min 17 s 73                                                             | Romellen Maido Palaos 1 min 23 s 98                                                             | Berneace Balayo Palaos 1 min 29 s 27                                                         |
| 200 m nage libre              | Victoria Chentsova Îles Mariannes du Nord 2 min 18 s 48                                      | Amanda Poppe Pohnpei 2 min 23 s 80                                                              | Colleen Furgeson Guam 2 min 25 s 21                                                          |
| 200 m papillon                | Collen Furgeson Îles Marshall 2 min 40 s 97                                                  | Debra Daniel Pohnpei 2 min 41 s 04                                                              | Taloani Atoigue Guam 2 min 44 s 83                                                           |
| 200 m dos                     | Lorelei Poppe Guam 2 min 43 s 32                                                             | Debra Daniel Pohnpei 2 min 51 s 23                                                              | Mayra-Linda Paul Pohnpei 3 min 1 s 40                                                        |
| 200 m brasse                  | Romellen Maido Palaos 3 min 1 s 41                                                           | Chasmyn Quinata Guam 3 min 10 s 32                                                              | Berneace Balayo Palaos 3 min 11 s 74                                                         |
| 200 m quatre nages            | Pilar Shimizu Guam 2 min 32 s 42                                                             | Lorelei Poppe Guam 2 min 43 s 73                                                                | Debra Daniel Pohnpei 2 min 47 s 62                                                           |
| 400 m nage libre              | Victoria Chentsova Îles Mariannes du Nord 4 min 53 s 64                                      | Amanda Poppe Guam 5 min 8 s 44                                                                  | Osisang Chilton Palaos 5 min 8 s 66                                                          |
| 400 m quatre nages            | Lorelei Poppe Guam 5 min 46 s 90                                                             | Osisang Chilton Palaos 6 min 2 s 53                                                             | Romellen Maido Palaos 6 min 7 s 86                                                           |
| 800 m nage libre              | Victoria Chentsova Îles Mariannes du Nord 10 min 11 s 26                                     | Osisang Chilton Palaos 10 min 48 s 30                                                           | Amanda Poppe Guam 10 min 49 s 29                                                             |
| Relais 4 × 50 m nage libre    | Molly Premo, Angela Kendrick, Colleen Furgeson, Ann-Marie Hepler Îles Marshall 2 min 12 s 59 | Pilar Shimizu, Jessica Jones, Taloani Atoigue, Madison Packbier Guam 2 min 17 s 98              | Dirngulbai Misech, Romellen Maido, Roylin Akiwo, Osisang Chilton Palaos 2 min 26 s 92        |
| Relais 4 × 50 m quatre nages  | Madison Packbier, Pilar Shimizu, Mineri Gomez, Taloani Atoigue Guam 2 min 12 s 59            | Roylin Akiwo, Romellen Maido, Dirngulbai Misech, Osisang Chilton Palaos 2 min 17 s 98           | Colleen Furgeson, Angela Kendrick, Ann-marie Hepler, Iesha Floor Îles Marshall 2 min 26 s 92 |
| Relais 4 × 100 m nage libre   | Pilar Shimizu, Mineri Gomez, Amanda Poppe, Taloani Atoigue Guam 4 min 20 s 10                | Mary-Ruth Long, Colleen Furgeson, Angela Kendrick, Ann-Marie Hapler Îles Marshall 4 min 30 s 54 | Dirngulbai Misech, Roylin Akiwo, Romellen Maido, Osisang Chilton Palaos 4 min 35 s 54        |
| Relais 4 × 100 m quatre nages | Taloani Atoigue, Pilar Shimizu, Lorelei Poppe, Mineri Gomez Guam 4 min 50 s 28               | Roylin Akiwo, Romellen Maido, Dirngulbai Misech, Osisang Chilton Palaos 5 min 6 s 56            | Molly Premo, Colleen Fergeson, Angela Kendrick, Ann-Marie Hepler Îles Marshall 5 min 11 s 14 |

- Hommes

L'athlète masculin le plus récompensé est le guaméen Jagger Stephens avec dix médailles d'or et une médaille d'argent devant deux autres guaméens, Benjamin Schulte (huit en or et deux en argent) et Christopher Duenas (six en or et une en argent). Jagger Stephens est nommé athlète masculin des Jeux.
| Épreuves ,                    | Or                                                                                               | Argent                                                                                          | Bronze                                                                                     |
| 50 m nage libre               | Jagger Stephen Guam 23 s 90                                                                      | Christopher Duenas Guam 23 s 92                                                                 | Giordan Harris Îles Marshall 26 s 06                                                       |
| 50 m papillon                 | Christopher Duenas Guam 26 s 58                                                                  | Jagger Stephens Guam 26 s 88                                                                    | Troy Kojelang Îles Marshall 28 s 20                                                        |
| 50 m dos                      | Jagger Stephens Guam 29 s 06                                                                     | Alejandro Cruz-Atiogue Guam 29 s 74                                                             | Dionisio Augustine Pohnpei 31 s 37                                                         |
| 50 m brasse                   | Benjamin Schulte Guam 30 s 39                                                                    | Troy Kojelang Îles Marshall 31 s 26                                                             | Dionisio Augustine Pohnpei 33 s 96                                                         |
| 100 m nage libre              | Jagger Stephens Guam 52 s 42                                                                     | Benjamin Schulte Guam 53 s 13                                                                   | Giordan Harris Îles Marshall 57 s 99                                                       |
| 100 m papillon                | Christopher Duenas Guam 59 s 75                                                                  | Benjamin Schulte Guam 59 s 96                                                                   | Troy Kojelang Îles Marshall 1 min 1 s 71                                                   |
| 100 m dos                     | Jagger Stephens Guam 1 min 2 s 61                                                                | Alejandro Cruz-Atoigue Guam 1 min 6 s 72                                                        | Dionisio Augustine Pohnpei 1 min 9 s 21                                                    |
| 100 m brasse                  | Benjamin Schulte Guam 1 min 3 s 11                                                               | Troy Kojelang Îles Marshall 1 min 8 s 91                                                        | Tanner Poppe Guam 1 min 15 s 67                                                            |
| 200 m nage libre              | Jagger Stephens Guam 1 min 56 s 20                                                               | Tommy Imazu Guam 2 min 5 s 26                                                                   | Giordan Harris Îles Marshall 2 min 9 s 22                                                  |
| 200 m papillon                | Troy Kojelang Îles Marshall 2 min 17 s 11                                                        | Tanner Poppe Guam 2 min 29 s 50                                                                 | Champ Quinata Guam 2 min 39 s 05                                                           |
| 200 m dos                     | Jagger Stephens Guam 2 min 11 s 16                                                               | Tommy Imazu Guam 2 min 30 s 94                                                                  | Dionisio Harris Pohnpei 2 min 34 s 08                                                      |
| 200 m brasse                  | Benjamin Schulte Guam 2 min 20 s 85                                                              | Troy Kojelang Îles Marshall 2 min 32 s 52                                                       | Tanner Poppe Guam 2 min 43 s 55                                                            |
| 200 m quatre nages            | Benjamin Schulte Guam 2 min 8 s 88                                                               | Tommy Imazu Guam 2 min 24 s 05                                                                  | Troy Kojelang Îles Marshall 2 min 25 s 04                                                  |
| 400 m nage libre              | Jagger Stephens Guam 4 min 18 s 41                                                               | Tommy Imazu Guam 4 min 37 s 37                                                                  | Gordon Harris Îles Marshall 4 min 40 s 02                                                  |
| 400 m quatre nages            | Benjamin Schulte Guam 4 min 52 s 09                                                              | Tanner Poppe Guam 5 min 17 s 80                                                                 | Giordan Harris Îles Marshall 5 min 29 s 09                                                 |
| 1 500 m nage libre            | Tommy Imazu Guam 18 min 18 s 29                                                                  | Champ Quinata Guam 19 min 35 s 67                                                               | Noel Keane Palaos Erreur de chronométrage                                                  |
| Relais 4 × 50 m nage libre    | Jaggar Stephens, Christopher Duenas, Alejandro Cruz-Atoigue, Tanner Poppe Guam 1 min 40 s 92     | Justin Rodriquez, Austin Ponapart, Pelsiano Delo Santos, Jeffrey Ponapart Pohnpei 1 min 50 s 66 | Giordan Harris, Keith Brady, Daniel Langinbelik, Troy Kojelang Îles Marshall 1 min 50 s 69 |
| Relais 4 × 50 m quatre nages  | Alejandro Cruz-atoigue, Benjamin Schulte, Jagger Stephens, Christopher Duenas Guam 1 min 51 s 92 | Dionisio Augustine, Derek Dainard, Jusstine Rodriquz, Jeffery Ponapart Pohnpei 2 min 1 s 01     | Ramel Alfred, Troy Kojelang, Giordan Harris, Joseph Kemem Îles Marshall 2 min 8 s 48       |
| Relais 4 × 100 m nage libre   | Jagger Stephens, Christoper Duenas, Alegandro Cruz-Atoigue, Benjamin Schulte Guam 3 min 38 s 16  | Troy Kojelang, Daniel Langinbelik, Keith Brady, Giordan Harris Îles Marshall 4 min 10 s 12      | Hiteharu Kikuchi, Justino Delosantos, Kaleo Kihleng, Jasper Ponapart Pohnpei 4 min 15 s 42 |
| Relais 4 × 100 m quatre nages | Jagger Stephens, Benjamin Schulte, Alejandro Cruz-Atoigue, Christopher Duenas Guam 3 min 38 s 16 | Ramel Alfred, Troy Kojelang, Giordan Harris, Daniel Langinbelik Îles Marshall 4 min 10 s 12     | —                                                                                          |

- Mixte

| Épreuves                    | Or                                                                                           | Argent                                                                                                   | Bronze |
| Relais 4 × 200 m nage libre | Champ Quanata (H), Toloani Atoigue (F), Amanda Poppe (F), Tommy Imazu (H) Guam 9 min 13 s 46 | Troy Kojelang (H), Colleen Fergerson (F), Molly Premo (F), Giodan Harris (H) Îles Marshall 9 min 18 s 45 | Misech Dirngulbai (F), Chilton Osisang (F), Kim Tae-Hyun (H), Shawn Dingilius-Wallace (H) Palaos 9 min 43 s 67 |

### Pêche sous-marine
La compétition de pêche sous-marine en apnée se tient sur l'atoll d'And, au large de la côte ouest de l'île de Pohnpei, dans des zones délimitées par les organisateurs. La compétition comporte deux épreuves masculines : une épreuve individuelle — avec un maximum de deux pêcheurs par délégation — et une épreuve par équipe de deux pêcheurs de la même délégation avec possibilité d'un remplaçant. Le nombre de pêcheurs par délégation ne doit pas dépasser le nombre de trois. Les pêcheurs ont droit à deux fusils harpon dont un de rechange, à un masque, à un tuba, à un couteau de plongée, à une ceinture lestée et à une paire de palmes. L'objectif est de pêcher le plus de kilos de poisson en un temps donné. Les prises doivent peser au moins un kilo pour être comptées. La pêche du napoléon, du poisson-perroquet à bosse, des Diodontidae, des poissons cartilagineux tels que les requins et les raies et enfin des tortues est strictement interdite.
Les deux concurrents et le remplaçant/plongeur de sécurité de l'équipe de Guam sont des pêcheurs expérimentés qui ont déjà concouru dans des compétitions à Guam et aux îles Mariannes du Nord mais aussi lors des trois précédents championnats inter-pacifique de pêche sous-marine qui se sont tenus à Kauai dans l'État d'Hawaï, sur la Grande barrière de corail en Australie et à Raiatea en Polynésie française. L'un des plus grands défis auxquels les pêcheurs sont confrontés est le désavantage du terrain, les pohnpéiens connaissant déjà les meilleurs endroits pour pêcher. Le manager Kenneth Borja déclare que son équipe ira sur place avant la compétition pour repérer les zones de pêche et connaître les zones de concentration de poissons, leur comportement général et la direction des courants en fonction des marées et des phases de la lune. Kenneth Borja espère que les conditions météorologiques ne changeront pas entre le repérage et la compétition et ainsi modifier les informations acquises. Les Guaméens, multi-médaillés aux jeux, visent les médailles d'or.
La compétition individuelle se déroule le 21 août entre 8 h et 15 h. Elle est remportée par Clint Madracheluib de Palaos avec 31 kg devant Raymond Flores de Guam (22,6 kg) et Moy Shmull (18 kg) des Palaos. La troisième place de Moy Shmull a suscité la controverse, un de ses poissons, mutilé par un requin, a été rejeté du décompte lui faisant perdre la médaille d'argent.
Les compteurs sont remis à zéro pour la compétition par équipe qui a lieu le 22 août entre 8 h et 15 h. L'équipe de Guam comprenant Raymond Flores et Michael Cassidy s'octroie la médaille d'or (44,9 kg) devant l'équipe des Palaos composée de Clint Madracheluib et Moy Shmull (39,4 kg) et l'équipe de Pohnpei avec Taylor Paul et Charles Tom (26,4 kg).

### Softball
La compétition de softball, féminine et masculine, a lieu du 21 au 26 et les 27 et 28 juillet sur le site du Spanish Wall Field à Kolonia sur l'île de Pohnpei. Six équipes sont en compétition chez les femmes et cinq chez les hommes. Des compétitions climatiques difficiles les 23, 26 et 27 juillet ont fait reporter plusieurs rencontres,,.
- Femmes
  - Phase de groupe[M 28],[M 29],[M 30],[M 31],[M 32]

L'équipe de Guam s'entraînait deux fois par semaine mais l'approche des jeux a conduit à l'ajout d'un entraînement supplémentaire. Les joueuses visent l'or mais elles s'inquiètent également des conditions climatiques, l'humidité pouvant provoquer des blessures.
Lors du premier tour, les cinq équipes en lice se rencontrent dans le cadre d'un tournoi toutes rondes. Les quatre premières sont qualifiées pour le tour suivant. L'équipe de Chuuk est forfaite pour toute la compétition. Ses adversaires sont créditées d'un résultat de 7 à 0 suivant en cela les règles officielles de la fédération internationale de softball. Le match entre Guam et Kosrae prévu le 23, reporté à cause de la pluie, est reprogrammé le dimanche 27 puis le lundi 28 à 9 h du matin. Le match ne semble pas s'être déroulé puisque ce jour-là Guam gagne en demi-finale contre les Îles Marshall.
| Résultats (dom.\ext.) | Guam | Îles Marshall | Palaos | Pohnpei | Kosrae | Chuuk |
| Guam                  |      | 1-11          | 13-2   | 6-3     |        | 7-0   |
| Îles Marshall         |      |               | 6-8    | 4-2     | 6-2    | 7-0   |
| Palaos                |      |               |        | 9-11    | 11-1   | 7-0   |
| Pohnpei               |      |               |        |         | 3-1    | 7-0   |
| Kosrae                |      |               |        |         |        | 7-0   |
| Chuuk                 |      |               |        |         |        |       |

| Pl. | Équipe        | J | V | D | P  | C  | D   |
| --- | ------------- | - | - | - | -- | -- | --- |
| 1   | Îles Marshall | 5 | 4 | 1 | 34 | 13 | +21 |
| 2   | Guam          | 4 | 3 | 1 | 27 | 16 | +11 |
| 3   | Palaos        | 5 | 3 | 2 | 37 | 31 | +6  |
| 4   | Pohnpei       | 5 | 3 | 2 | 26 | 20 | +6  |
| 5   | Kosrae        | 4 | 1 | 3 | 11 | 20 | -9  |
| 6   | Chuuk         | 5 | 0 | 5 | 0  | 35 | -35 |

- - Phase finale[M 35],[M 36]

Lors du deuxième tour, l'équipe classée en troisième position lors du premier tour, en l’occurrence Pohnpei, rencontre la quatrième, Palaos. Le perdant est éliminé et le gagnant rencontre l'équipe défaite lors de la rencontre entre les deux premiers de la phase initiale. Le perdant de cette petite finale, Pohnpei, obtient la médaille de bronze, le vainqueur, les Îles Marshall, dispute la grande finale.
|  | Demi-finales    | Demi-finales    | Demi-finales    |  |  | Finale pour la 3e place | Finale pour la 3e place | Finale pour la 3e place |  |               | Grande finale   | Grande finale   | Grande finale   |
|  |                 |                 |                 |  |  |                         |                         |                         |  |               |                 |                 |                 |
|  | 28 juillet 2015 |                 |                 |  |  |                         |                         |                         |  |               |                 |                 |                 |
|  | 1               | Îles Marshall   | 4               |  |  |                         |                         |                         |  |               | 29 juillet 2015 | 29 juillet 2015 | 29 juillet 2015 |
|  | 2               | Guam            | 6               |  |  | 28 juillet 2015         | 28 juillet 2015         | 28 juillet 2015         |  |               |                 | Guam            | 4               |
|  |                 |                 |                 |  |  | Îles Marshall           | 4                       |                         |  | Îles Marshall | 9               |                 |                 |
|  | 28 juillet 2015 | 28 juillet 2015 | 28 juillet 2015 |  |  | Pohnpei                 | 3                       |                         |  |               |                 |                 |                 |
|  | 3               | Palaos          | 5               |  |  |                         |                         |                         |  |               |                 |                 |                 |
|  | 4               | Pohnpei         | 7               |  |  |                         |                         |                         |  |               |                 |                 |                 |

- Hommes
  - Phase de groupe[M 60],[M 61],[M 62],[M 63],[M 64],[M 65],[M 66]

Lors du premier tour, les cinq équipes en lice se rencontrent dans le cadre d'un tournoi toutes rondes. Les quatre premières sont qualifiées pour le tour suivant.
L'équipe de Guam, qui vise l'or après une médaille d'argent décevante lors des Jeux précédents, s'est entraînée sous la chaleur afin d'être préparée au climat de Pohnpei. Toutefois, pour la première fois aux Jeux et à la grande déception des joueurs, Guam ne remporte pas de médaille.
| Résultats (dom.\ext.) | Pohnpei | Palaos | Guam  | Îles Marshall | Kosrae |
| Pohnpei               |         | 14-7   | 16-11 | 11-2          | 7-10   |
| Palaos                |         |        | 10-9  | 10-8          | 13-11  |
| Guam                  |         |        |       | 9-2           | 9-8    |
| Îles Marshall         |         |        |       |               | 12-2   |
| Kosrae                |         |        |       |               |        |

| Pl. | Équipe        | J | V | D | P  | C  | D   |
| --- | ------------- | - | - | - | -- | -- | --- |
| 1   | Pohnpei       | 4 | 3 | 1 | 48 | 30 | +18 |
| 2   | Palaos        | 4 | 3 | 1 | 40 | 42 | -2  |
| 3   | Guam          | 4 | 2 | 2 | 38 | 37 | 1   |
| 4   | Îles Marshall | 4 | 1 | 3 | 24 | 32 | -8  |
| 5   | Kosrae        | 4 | 1 | 3 | 33 | 41 | -9  |

- - Phase finale[M 67],[M 68],[M 69],[M 35],[M 36]

La phase finale est organisée de la même façon que pour les femmes.
|  | Demi-finales    | Demi-finales    | Demi-finales    |  |  | Finale pour la 3e place | Finale pour la 3e place | Finale pour la 3e place |  |               | Grande finale   | Grande finale   | Grande finale   |
|  |                 |                 |                 |  |  |                         |                         |                         |  |               |                 |                 |                 |
|  | 28 juillet 2015 |                 |                 |  |  |                         |                         |                         |  |               |                 |                 |                 |
|  | 1               | Pohnpei         | 16              |  |  |                         |                         |                         |  |               | 29 juillet 2015 | 29 juillet 2015 | 29 juillet 2015 |
|  | 2               | Palaos          | 13              |  |  | 28 juillet 2015         | 28 juillet 2015         | 28 juillet 2015         |  |               |                 | Pohnpei         | 11              |
|  |                 |                 |                 |  |  | Palaos                  | 5                       |                         |  | Îles Marshall | 4               |                 |                 |
|  | 28 juillet 2015 | 28 juillet 2015 | 28 juillet 2015 |  |  | Îles Marshall           | 6                       |                         |  |               |                 |                 |                 |
|  | 3               | Guam            | 0               |  |  |                         |                         |                         |  |               |                 |                 |                 |
|  | 4               | Îles Marshall   | 1               |  |  |                         |                         |                         |  |               |                 |                 |                 |

### Tennis
La compétition de tennis a lieu aux Pohnpei Tennis Courts à Kolonia. Une soixantaine de joueurs participent à l'évènement. Les épreuves par équipe se tiennent du 21 au 23 juillet, celles individuelles du 23 au 26 et le 28 juillet, les doubles du 24 au 26 et les 28 et 29 juillet, le double mixte ne commençant que le 25 juillet. Les matchs se déroulent au meilleur des trois sets. Les rencontres par équipe consistent en deux matchs de simple et en un match de double. Des compétitions climatiques difficiles le 26 juillet — rafales de vent et pluie — ont fait reporter plusieurs rencontres.
Reynaldo Garcia, directeur du tournoi de tennis et entraîneur de tennis des juniors à Pohnpei, juge que l'équipe de Guam est très puissante mais il croit très fort en un joueur masculin dont il préfère taire le nom et estime que certaines joueuses sont également capables de monter sur le podium. Reynaldo Garcia pense que l'avantage de jouer à domicile, supporté par les foules, est énorme. Les Jeux sont d'après Garcia une étape pour l'avenir du tennis à Pohnpei puisque se profilent des tournois juniors et seniors dans les mois qui suivent et l'espoir d'accueillir les championnats régionaux du Pacifique nord en 2015. Les joueuses de Pohnpei Amanda Hawkins, 18 ans, Margarete Finnen, 16 ans, et Jenna Panuelo, 15 ans, espèrent pouvoir obtenir une médaille d'or. Elles s'attendent à ce que les guaméennes et la paluanne Ayana Rengiil soient de dures adversaires. Les pohnpéeiennes s'entraînent quotidiennement depuis juin.
L'équipe de Guam comprend quatre femmes et quatre hommes entraînés par Torgun Smith et son adjoint Viddy Taufao. Sept d'entre eux participent aux Jeux pour la première fois. Torgun Smith, arrivé à la tête de l'équipe le 5 mai 2014, dit avoir constaté un faible niveau de cohérence et s'être attaché à l'amélioration du niveau qu'il dit remarquable. Les séances d'entraînements ont été planifiées aux heures les plus chaudes de la journée en prévision du climat de Pohnpei. Les joueurs se sont entraînés deux fois deux heures par jour avec de courtes pauses, quatre jours par semaine, et ont joué des matchs le week-end. Ils ont également suivi des séances de CrossFit et d'Insanity. Torgun Smith a de grandes espérances pour l'équipe. Katrina Lai et Brian Tuncap Jr. sont les deux plus grands espoirs de Guam. Joshua Cepeda, Nadine Del Carmen qui revient d'une blessure au genou et Charles Oliver qui a déjà l'expérience des Jeux sont également pointés comme pouvant faire de bonnes performances.
La délégation de Guam écrase la compétition en remportant six des sept titres et presque les deux tiers des médailles. Katrina Lai et Charles Oliver Jr. ont tous les deux trois titres et une médaille d'argent.
| Épreuves,       | Or                                                                     | Argent                                                   | Bronze                                                                |
| Femme           | Ayana Rengiil Palaos                                                   | Katrina Lai Guam                                         | Camdyn Nadler Guam                                                    |
| Homme           | Brian Tuncap Jr. Guam                                                  | Charles Oliver Jr. Guam                                  | Anthony John Guam                                                     |
| Double féminin  | Charlayne Espinosa, Katrina Lai Guam                                   | Nadine Del Carmen, Camdyn Nadler Guam                    | Sunshine Palik, Jenna Panuelo Pohnpei                                 |
| Double masculin | Joshua Cepeda, Charles Oliver Jr. Guam                                 | Anthony John, Brian Tuncap Jr. Guam                      | Arkelus Tilfas, Jimmy Jack Kosrae                                     |
| Double mixte    | Katrina Lai, Charles Oliver Jr. Guam                                   | Ayana Rengiil, Keith Ignacio Palaos                      | Charlene Espinosa, Brian Tuncap Jr. Guam                              |
| Équipe femme    | Nadine Del Carmen, Charlayne Espinosa, Katrina Lai, Camdyn Nadler Guam | Margarete Finnen, Amanda Hawkins, Sunshine Palik Pohnpei | Petrina Esau, Delia Sigrah, Mona Alik Jackson Kosrae                  |
| Équipe homme    | Joshua Cepeda, Anthony John, Charles Oliver Jr., Brian Tuncap Jr. Guam | Moses Charley, Jimmy Jack, Arkelus Tilfas Kosrae         | Ace Doulatram, Francis Heine, Damian Milne, Verney Wase Îles Marshall |

### Tennis de table
La compétition de tennis de table a lieu au COM-FSM National Campus Gymnasium complex à Palikir. Les épreuves individuelles débutent le 26 juillet et se poursuivent les 28 et 29 juillet. Les épreuves par équipe se tiennent le 26 et le 28, les doubles les 28 et 29 juillet. Les épreuves par équipe se déroulent en format de tournoi toutes rondes avec cinq matchs à jouer par rencontre et les autres épreuves en format de tournoi à élimination directe. Les matchs se gagnent au meilleur des cinq sets de onze points, ou plus avec au moins deux points d'écart. Les demi-finalistes obtiennent la médaille de bronze. Chaque délégation ne peut inscrire qu'un maximum de cinq athlètes de chaque sexe.
L'équipe de tennis de table de Guam compte quatre hommes. Leur entraînement consiste en des séances de trois heures deux fois par semaine. Arman Burgos est le plus expérimenté ayant participé à quatre compétitions internationales depuis 2009. Il espère pouvoir passer le premier tour en individuel. Au cours des Jeux, les guaméens concèdent qu'ils ne s'attendaient pas à une concurrence si rude de la part des paluans.
Les Palaos remportent tous les titres. Jeremai Watanabe chez les femmes et Ramon Gulla chez les hommes se distinguent avec quatre médailles d'or.
| Épreuves ,      | Or                                                                   | Argent                                                            | Bronze                                                                               | Bronze                                             |
| Femme           | Jeremai Watanabe Palaos                                              | Portiana Frenz Palaos                                             | Zoya Renguul Palaos                                                                  | Rayna Arurang Palaos                               |
| Homme           | Ramon Gulla Palaos                                                   | Samuel Saunders Palaos                                            | Ramon Reyes Pohnpei                                                                  | Elias Aguan Palaos                                 |
| Double féminin  | Rayna Arurang, Jeremai Watanabe Palaos                               | Elnie Madaky, Misseleen John Pohnpei                              | Cheryl-Ann Mildred Freeman, Julie-Ann Ardos Pohnpei                                  | Summer Brel, Zoya Renguul Palaos                   |
| Double masculin | Ramon Gulla, Samuel Saunders Palaos                                  | Melchol Beckwin, Nena George Palaos                               | Collin Erakdrik, Keno Kuma Îles Marshall                                             | Arman Burgos, Norby Ocampo Guam                    |
| Double mixte    | Jeremai Watanabe, Ramon Gulla Palaos                                 | Rayna Arurang, Samuel Saunders Palaos                             | Elnie Madaky, Antonio Tom Pohnpei                                                    | Leonard James, Cherly-Ann Mildred Freeman Pohnpei  |
| Équipe femme    | Jeremai Watanabe, Portiana Franz, Rayna Arurang, Zoya Renguul Palaos | Elnie Madaky, Cheryl-Ann Mildred Freeman, Julie-Ann Ardos Pohnpei | Christiana Abiya, Jessamin George, Lelean Sigrah, Tulpe Sigrah, Maggie Rebauw Kosrae | /                                                  |
| Équipe homme    | Samuel Saunders, Nena George, Ramon Gulla, Beckwin Mechol Palaos     | Antonio Tom, Ramon Reyes, Leonard James Pohnpei                   | Keno Kuma, Myoungkook Ji, Collin Erakdrik Îles Marshall                              | Francisco Candaso, Norby Ocampo, Arman Burgos Guam |

### Va'a
La compétition de Va'a a lieu dans la baie de Tekehitik le 26 juillet pour les 500 m et 1 500 m et le 28 juillet pour le 15 km féminin et le 20 km masculin. Pour les deux formats les plus courts, deux séries suivies de repêchages permettent l'accès en finale. Chaque délégation peut inscrire un maximum de dix pagayeurs de chaque sexe et un seul bateau par épreuve. Les équipes sont constituées de six personnes. La longue distance a consisté en un parcours aller-retour entre la chaussée de Lidakihka et l'aéroport en passant par les brise-lames. Les spectateurs ont pu assister aux compétitions depuis la plage de Misko
La délégation des îles Mariannes du Nord espère faire mieux que lors de l'édition de 2010 où elle n'avait remporté que deux médailles de bronze,. Du côté de Guam, les pagayeurs sont au nombre de dix femmes et dix hommes et répartis sur les différentes épreuves. Afshin Amoui et David Palomo, entraîneurs des femmes et des hommes, espèrent tous deux la médaille d'or pour leurs équipes et voient dans cette compétition un moyen d'augmenter l'expérience de leurs troupes. Sept femmes ont trois ans ou moins de pratique mais Afshin Amoui reste optimiste et souhaite capitaliser sur les points forts de chacun. Les pagayeuses ont suivi un entraînement en va'a de quatre jours par semaine avant les Jeux pour gagner en force, en vitesse et en endurance. Le matin, elles ont également fait des exercices dans des gymnases et des salles de CrossFit. D'après Afshin Amoui, l'équipe des Palaos sera leur plus redoutable adversaire. David Palomo a fait suivre aux hommes pendant plusieurs mois un entraînement débutant avec 3,2 à 4 km de course à pied avant la mise à l'eau des va'a. L'équipe masculine s'attend à une compétition difficile. Leur principal défi est de se familiariser avant les épreuves avec le plan d'eau, par exemple aux courants, à la direction du vent, aux points morts.
Les deux formats de course les plus courts se déroulent dans des conditions difficiles, avec des rafales de vent et de la pluie qui ralentissent les embarcations. La longue distance se déroule sous une chaleur écrasante. L'équipe masculine de Guam termine à une décevante quatrième place : elle a eu des difficultés à manœuvrer en début de course et s'est échouée sur du corail,. La délégation de Pohnpei termine première en termes de médailles avec six trophées dont trois titres devant les Palaos avec également six médailles dont deux titres.
| Épreuves      | Or                                   | Argent                | Bronze                 |
| 500 m Femme   | Palaos 2 min 53 s 53                 | Guam 3 min 4 s 81     | Pohnpei 3 min 11 s 71  |
| 500 m Homme   | Pohnpei 2 min 13 s 19                | Guam 2 min 14 s 57    | Palaos 2 min 21 s 85   |
| 1 500 m Femme | Palaos 9 min 27 s 65                 | Pohnpei 9 min 33 s 08 | Kosrae 9 min 55 s 65   |
| 1 500 m Homme | Îles Mariannes du Nord 7 min 47 s 96 | Pohnpei 7 min 48 s 19 | Palaos 7 min 59 s 71   |
| 15 km Femme   | Pohnpei 1 h 18 min 40 s              | Guam 1 h 19 min 1 s   | Palaos 1 h 23 min 27 s |
| 20 km Homme   | Pohnpei 1 h 20 min 34 s              | Palaos 1 h 21 min 2 s | Yap 1 h 23 min 10 s    |

### Volleyball
La compétition de volley-ball comporte un tournoi féminin et un tournoi masculin. Elle se déroule au Pohnpei Island Central School Volleyball Gym à Kolonia du 21 au 26 pour la phase de groupe et du 27 au 29 juillet pour la phase finale. Le classement du tournoi toutes rondes détermine les matchs des demi-finales : premier contre quatrième et deuxième contre troisième. Les vainqueurs se rencontrent pour la médaille d'or et les perdants pour la médaille de bronze.
- Femmes

Les doubles championnes en titre de Guam ont l'objectif de remporter un troisième titre consécutif. Bien que le groupe de douze joueuses soit inédit, toutes ont beaucoup d'expérience, jouent depuis le lycée et ont déjà pour certaines une expérience internationale, que ce soit par une participation antérieure aux Jeux de la Micronésie ou aux Jeux de l'Asie de l'Est par exemple. La préparation des Jeux a été difficile et a nécessité beaucoup d'investissement de la part des joueuses pendant six mois, d'autant plus que n'ayant pas de gymnase attitré, elles ont dû batailler pour trouver des heures de gymnase libres. Les lundis, mercredis et samedis matins, elles ont fait du CrossFit afin d'améliorer leur endurance et leurs capacités physiques. Les lundis et mercredis soirs, elles ont réalisé des entraînements de volley-ball. Elles ont également participer à des activités de team building pour renforcer la cohésion du groupe. La capitaine Emma Gillan Gatewood insiste sur la forte cohésion de l'équipe avant le début des Jeux et leur détermination,. Lilliana Gootinag, capitaine de l'équipe de Yap, âgée de 30 ans, pratiquant le volley depuis ses huit ans, vise également la médaille d'or avec son équipe. Elle a participé aux deux précédents Jeux de la Micronésie.
- - Phase de groupe[M 28],[M 29],[M 30],[M 92],[M 93],[M 33],[M 34]

| Résultats     | Yap | Guam | Palaos | Pohnpei | Îles Marshall | Kosrae | Nauru | Chuuk |
| Yap           |     | 3-2  | 3-1    | 3-1     | 3-0           | 3-0    | 3-0   | 3-1   |
| Guam          |     |      | 3-2    | 3-1     | 3-1           | 3-0    | 3-0   | 3-0   |
| Palaos        |     |      |        | 3-2     | 3-1           | 3-0    | 3-2   | 3-0   |
| Pohnpei       |     |      |        |         | 3-1           | 3-0    | 3-0   | 3-0   |
| Îles Marshall |     |      |        |         |               | 3-2    | 2-1   | 3-0   |
| Kosrae        |     |      |        |         |               |        | 3-1   | 3-0   |
| Nauru         |     |      |        |         |               |        |       | 3-0   |
| Chuuk         |     |      |        |         |               |        |       |       |

| # | Équipe        | Pts | J | G | P | Sp | Sc | Ratio | Pp  | Pc  | Ratio |
| - | ------------- | --- | - | - | - | -- | -- | ----- | --- | --- | ----- |
| 1 | Yap           | 14  | 7 | 7 | 0 | 21 | 5  | 4.2   | 612 | 459 | 1.333 |
| 2 | Guam          | 12  | 7 | 6 | 1 | 20 | 7  | 2.857 | 620 | 526 | 1.179 |
| 3 | Palaos        | 10  | 7 | 5 | 2 | 18 | 11 | 1.636 | 634 | 609 | 1.041 |
| 4 | Pohnpei       | 8   | 7 | 4 | 3 | 16 | 10 | 1.6   | 588 | 520 | 1.131 |
| 5 | Îles Marshall | 6   | 7 | 3 | 4 | 11 | 15 | 0.733 | 570 | 606 | 0.941 |
| 6 | Kosrae        | 4   | 7 | 2 | 5 | 8  | 16 | 0.5   | 491 | 519 | 0.946 |
| 7 | Nauru         | 2   | 7 | 1 | 6 | 7  | 17 | 0.412 | 487 | 582 | 0.837 |
| 8 | Chuuk         | 0   | 7 | 0 | 7 | 1  | 21 | 0.048 | 345 | 546 | 0.632 |

- - Phase finale[M 35],[M 36],[M 94]

|  |            |            |            |            |            |                               |            |    |    |        |        |        |        |        |        |        |
|  | 1/2 finale | 1/2 finale | 1/2 finale | 1/2 finale | 1/2 finale | 1/2 finale                    | 1/2 finale |    |    | Finale | Finale | Finale | Finale | Finale | Finale | Finale |
|  |            |            |            |            |            |                               |            |    |    |        |        |        |        |        |        |        |
|  |            |            |            |            |            |                               |            |    |    |        |        |        |        |        |        |        |
|  | Guam       | (2)        | 25         | 25         | 25         |                               |            |    |    |        |        |        |        |        |        |        |
|  | Guam       | (2)        | 25         | 25         | 25         |                               |            |    |    |        |        |        |        |        |        |        |
|  | Palaos     | (3)        | 17         | 21         | 18         |                               |            |    |    |        |        |        |        |        |        |        |
|  | Palaos     | (3)        | 17         | 21         | 18         | Guam                          |            | 25 | 25 | 25     |        |        |        |        |        |        |
|  |            |            |            |            |            |                               |            | 25 | 25 | 25     |        |        |        |        |        |        |
|  |            |            | Yap        |            | 14         | 15                            | 16         |    |    |        |        |        |        |        |        |        |
|  | Yap        | (1)        | Yap        | 25         | 14         | 15                            | 16         | 25 | 25 |        |        |        |        |        |        |        |
|  | Yap        | (1)        |            | 25         |            |                               |            | 25 | 25 |        |        |        |        |        |        |        |
|  | Pohnpei    | (4)        | 18         | 13         | 22         |                               |            |    |    |        |        |        |        |        |        |        |
|  | Pohnpei    | (4)        | 18         | 13         | 22         | Match pour la troisième place |            |    |    |        |        |        |        |        |        |        |
|  |            |            |            |            |            |                               |            |    |    |        |        |        |        |        |        |        |
|  |            |            |            |            |            |                               |            |    |    |        |        |        |        |        |        |        |
|  |            |            |            |            |            |                               |            |    |    |        |        |        |        |        |        |        |
|  | Palaos     |            | 25         | 25         | 25         |                               |            |    |    |        |        |        |        |        |        |        |
|  | Palaos     |            | 25         | 25         | 25         |                               |            |    |    |        |        |        |        |        |        |        |
|  | Pohnpei    |            | 10         | 15         | 20         |                               |            |    |    |        |        |        |        |        |        |        |

- Hommes

L'équipe de Guam, expérimentée, cherche à obtenir sa quatrième médaille d'or consécutive. Toutefois, le joueur Peter Quintanilla confie qu'il est difficile de trouver douze volleyeurs de bon niveau. Le capitaine Roberto Borden dit que son équipe sait à quoi s'attendre mais qu'elle doit éviter l'excès de confiance.
Le match entre Kosrae et Guam ayant été reporté au dimanche 27 à la suite de retards causés par des intempéries, Kosrae a déclaré forfait, ses joueurs respectant le repos dominical,.
- - Phase de groupe[M 28],[M 29],[M 30],[M 92],[M 93],[M 33],[M 34]

| Résultats | Guam | Pohnpei | Nauru | Chuuk | Yap | Palaos | Kosrae |
| Guam      |      | 3-0     | 3-0   | 3-0   | 3-0 | 3-0    | 3-0    |
| Pohnpei   |      |         | 3-2   | 3-0   | 3-0 | 3-0    | 3-0    |
| Nauru     |      |         |       | 3-1   | 3-1 | 3-0    | 3-1    |
| Chuuk     |      |         |       |       | 0-3 | 3-0    | 3-0    |
| Yap       |      |         |       |       |     | 1-3    | 3-0    |
| Palaos    |      |         |       |       |     |        | 3-2    |
| Kosrae    |      |         |       |       |     |        |        |

| # | Équipe  | Pts | J | G | P | Sp | Sc | Ratio | Pp  | Pc  | Ratio |
| - | ------- | --- | - | - | - | -- | -- | ----- | --- | --- | ----- |
| 1 | Guam    | 12  | 6 | 6 | 0 | 18 | 0  | MAX   | 450 | 222 | 2.027 |
| 2 | Pohnpei | 10  | 6 | 5 | 1 | 15 | 5  | 3     | 463 | 387 | 1.196 |
| 3 | Nauru   | 8   | 6 | 4 | 2 | 14 | 9  | 1.556 | 445 | 395 | 1.127 |
| 4 | Chuuk   | 4   | 6 | 2 | 4 | 7  | 12 | 0.583 | 399 | 393 | 1.015 |
| 5 | Yap     | 4   | 6 | 2 | 4 | 8  | 12 | 0.667 | 402 | 464 | 0.866 |
| 6 | Palaos  | 4   | 6 | 2 | 4 | 6  | 15 | 0.4   | 362 | 449 | 0.806 |
| 7 | Kosrae  | 0   | 6 | 0 | 6 | 3  | 18 | 0.167 | 245 | 473 | 0.518 |

- - Phase finale[M 35],[M 36]

|  |            |            |            |            |            |            |                               |    |    |        |        |        |        |        |        |        |
|  | 1/2 finale | 1/2 finale | 1/2 finale | 1/2 finale | 1/2 finale | 1/2 finale | 1/2 finale                    |    |    | Finale | Finale | Finale | Finale | Finale | Finale | Finale |
|  |            |            |            |            |            |            |                               |    |    |        |        |        |        |        |        |        |
|  |            |            |            |            |            |            |                               |    |    |        |        |        |        |        |        |        |
|  | Guam       | (1)        | 25         | 25         | 25         |            |                               |    |    |        |        |        |        |        |        |        |
|  | Guam       | (1)        | 25         | 25         | 25         |            |                               |    |    |        |        |        |        |        |        |        |
|  | Chuuk      | (4)        | 17         | 20         | 22         |            |                               |    |    |        |        |        |        |        |        |        |
|  | Chuuk      | (4)        | 17         | 20         | 22         | Guam       |                               | 25 | 27 | 18     | 25     |        |        |        |        |        |
|  |            |            |            |            |            |            |                               | 25 | 27 | 18     | 25     |        |        |        |        |        |
|  |            |            | Pohnpei    |            | 21         | 17         | 25                            | 15 |    |        |        |        |        |        |        |        |
|  | Pohnpei    | (2)        | Pohnpei    | 25         | 21         | 17         | 25                            | 15 | 20 | 25     | 25     |        |        |        |        |        |
|  | Pohnpei    | (2)        |            | 25         |            |            |                               |    | 20 | 25     | 25     |        |        |        |        |        |
|  | Nauru      | (3)        | 19         | 25         | 19         | 16         |                               |    |    |        |        |        |        |        |        |        |
|  | Nauru      | (3)        | 19         | 25         | 19         | 16         | Match pour la troisième place |    |    |        |        |        |        |        |        |        |
|  |            |            |            |            |            |            |                               |    |    |        |        |        |        |        |        |        |
|  |            |            |            |            |            |            |                               |    |    |        |        |        |        |        |        |        |
|  |            |            |            |            |            |            |                               |    |    |        |        |        |        |        |        |        |
|  | Nauru      |            | 25         | 26         | 23         | 25         | 15                            |    |    |        |        |        |        |        |        |        |
|  | Nauru      |            | 25         | 26         | 23         | 25         | 15                            |    |    |        |        |        |        |        |        |        |
|  | Chuuk      |            | 14         | 29         | 25         | 11         | 11                            |    |    |        |        |        |        |        |        |        |

## Aspects extra-sportifs

### Spectateurs
Quelques jours avant le début des Jeux, le comité d'organisation prévoit la venue d'environ 2 000 spectateurs.

### Santé
En raison de l'important rassemblement de sportifs et de spectateurs attendu à l'occasion des Jeux de la Micronésie, les autorités sanitaires de l'État de Pohnpei élèvent leur système de surveillance syndromique en augmentant le nombre de syndromes faisant l'objet d'un suivi et en procédant à l'enregistrement quotidien en ligne des observations,. Un exercice de surveillance de la santé avec pour hypothèse le développement d'une maladie contagieuse est mené avant le début des Jeux avec le Secrétariat de la Communauté du Pacifique.
En juin, les centres pour le contrôle et la prévention des maladies émettent un avis aux voyageurs en raison d'une épidémie de rougeole dans les états de Kosrae et de Pohnpei des États fédérés de Micronésie. L'épidémie a commencé en mai à Kosrae et le premier cas a été signalé à Pohnpei le 26 mai,. Les enfants et les nourrissons sont les plus touchés. Une campagne massive de vaccination est lancée le 16 juin pour une durée d'un mois. Au 18 juin, 158 cas sont signalés à Kosrae et 47 à Pohnpei avec respectivement 30 et 9 cas confirmés par des tests. Au 26 juin, 62 % de la population de Pohnpei, soit 19 102 habitants, est vaccinée. Lors d'une conférence de presse le 1er juillet, le gouverneur de l'État de Pohnpei John Ehsa assure que « la santé et le bien-être des citoyens sont une priorité de santé publique et que la campagne de vaccination s'efforce de la maintenir ». Le département de la santé enjoint aux visiteurs de se faire vacciner au moins deux semaines avant le début de la compétition. Le département de la santé publique des Îles Marshall prend ainsi diverses mesures et notamment, en coordination avec la compagnie aérienne United Airlines, la vérification de la vaccination des voyageurs se rendant aux États fédérés de Micronésie. L'épidémie s'arrête à Pohnpei au cours du mois d'août après avoir touché 251 personnes (cas reportés) et tué l'une d'entre elles. Le système de surveillance syndromique mis en place est jugé avoir correctement joué son rôle par les autorités sanitaires nationales et régionales même si l'absence d'ordinateurs et de réseau internet fiable, notamment dans les zones rurales, est regretté.
Dans une lettre datée du 20 août 2014 et adressée à Camsek Chin, président du sénat des Palaos, le sénateur Joe Toribiong remarque que beaucoup de sportifs des Palaos ont eu des diarrhées à cause des conditions de vie et de préparation des aliments à Pohnpei. Il souhaite qu'à l'avenir le département de santé du pays d'accueil des futurs éditions des Jeux s'en préoccupent. Il recommande que le gouvernement des Palaos s'assure dorénavant des conditions d'hébergement et de l'alimentation de ses athlètes, d'autant plus qu'elles affectent leurs performances.

### Médias
Un centre des médias est installé au PICS Track and field pour la retransmission mondiale des Jeux et de leurs résultats. La FSM Telecommunications Corporation propose gratuitement sur internet une diffusion audio en direct des émissions de radio publique des Jeux et que peuvent reprendre en streaming d'autres stations radio. L'entreprise a également mis en place une couverture Wifi à haute vitesse sur les sites des Jeux et dans le centre des médias, revu l'installation internet du comité national olympique des États fédérés de Micronésie, amélioré l'infrastructure des télécommunications pour les réseaux cellulaires 3G en raison du trafic supplémentaire attendu.
Liste des médias qui se sont intéressés aux Jeux :
- The Kaselehlie Press (journal, États fédérés de Micronésie)
- The Guam Daily Post (journal, Guam)
- Guam Sports Network (journal, Guam)
- Kuam News (télévision, Guam)
- Pacific Daily News (journal, Guam)
- The Marianas Variety (journal, Îles Mariannes du Nord)
- Saipan Tribune (journal, Îles Mariannes du Nord)
- The Marshall Islands Journal (journal, Îles Marshall)
- Nauru Bulletin (journal, Nauru)
- Radio New Zealand International (radio, Nouvelle-Zélande)
- Island Times (journal, Palaos)
- Oceania television (télévision, Palaos)